# Mănăstirea Frumoasa din Iași
Mănăstirea Frumoasa din Iași este o mănăstire ortodoxă de călugărițe ctitorită în secolul al XVI-lea de către hatmanul Melentie Balica și refăcută de mai multe ori în decursul timpului. Actuala biserică a mănăstirii a fost construită în perioada 1836-1839. Așezată pe o terasă cu o altitudine relativă de 8-10 metri față de șesul Bahluiului, Biserica Frumoasa domină peisajul prin silueta sa zveltă și albă și prin cele patru turle ale sale, străjuită de un turn impozant și împrejmuită cu un zid de piatră măcinat de vreme.
Ansamblul Mănăstirii Frumoasa a fost inclus pe Lista monumentelor istorice din județul Iași din anul 2015, având cod LMI IS-II-a-A-04006 și fiind alcătuit din următoarele 6 obiective:
- Biserica "Sf. Voievozi" - datând din perioada 1836-1839, având codul IS-II-m-A-04006.01
- Palatul de pe ziduri - datând din perioada 1818-1819, având codul IS-II-m-A-04006.02
- Ruinele Palatului "pentru femei" - palatul domnițelor, aflat astăzi în ruină, la intrarea în mănăstire; datând din secolul al XVIII-lea, având codul IS-II-m-A-04006.03
- Turnul-clopotniță - datând din perioada 1819-1833, având codul IS-II-m-A-04006.04
- Zidul de incintă - datând din perioada 1726-1733, având codul IS-II-m-A-04006.05
- Mausoleul lui Grigore Sturdza - datând din perioada 1833 și aflat lângă biserică, având codul IS-IV-m-A-04006.05

## Istoricul Mănăstirii Frumoasa

### Ctitoria hatmanului Balica
Spre sfârșitul secolului al XVI-lea, în preajma anilor 1583-1586, hatmanul Melentie Balica a construit o mănăstire în șesul Bahluiului , pe un loc dăruit de către domnitorul Petru Șchiopul. Perioada de construcție a mănăstirii este datată în acest interval, în lipsa pisaniei și a altor documente, plecând de la faptul că hatmanul Balica a revenit în Moldova din pribegie în 1583 (după revenirea pe tron a lui Petru Șchiopul) și de la menționarea într-un act că hatmanul Balica era deja mort în 1586.
Balica era descendent din marea familie a boierilor Buzești din Țara Românească, fiind fiul pitarului Gherghina Buzescu și al Mariei, fiica lui Petru Rareș, și rudă cu Movileștii. El a îndeplinit dregătoriile de paharnic (16 iulie 1576 - 4 iulie 1578) și de hatman (2 aprilie 1579 - 21 august 1581). Hatmanul Balica este menționat în cronica lui Grigore Ureche, alături de boierii Movilești, cu care a fugit din țară în timpul domniei lui Iancu Sasul (1579-1582): "Multe lucruri spurcate și nedumnezeiești făcea Iancul vodă în domniia sa, că de răotățile lui toată țara și boierii să oțărâia, că legea creștinească nu o iubiia, la avuție lacom și prădătoriu, țara cu dările o îngreuia și era om curvariu preste samă, că nu numai afară, ce nice de curtea sa nu să feriia, că jupânesile boierilor de la masa doamnii sale le scotea, di le făciia silă. Acéstea toate neputându suferi boierii, mai vârtos Movileștii, vlădica Gheorghie, Erimiia vornicul, carile mai apoi au fostu și domnu și frati-său Simion păharnicul, Balica hatmanul, s-au sfătuit pre taină ca să pribegească. Carii întăi ș-au făcut prileju cu voia lui, ca să margă să sfințească mănăstirea Suceviții și apoi cu toții au trecut la Țara Leșască, alții la turci, alții la munténi, alți printr-alte părți. Mergându décii jalbă la împărăție de răsipa țării, i-au luat domniia și au dat-o lui Pătru vodă Șchiopul". După mazilirea lui Iancu Sasul în 1583, în urma jalbelor trimise sultanului de către boieri, a fost așezat ca domnitor, pentru a treia oară, Petru Șchiopul (1574-1577, 1578-1579, 1583-1591). Astfel, boierii pribegi s-au reîntors în Moldova, unde au primit dregătoriile avute anterior. "Auzindu déciia pribégii carii era fugiți pintr-alte țări de nevoia Iancului vodă, cu dragoste s-au întorsu la domnu său, Pătru vodă. Pre carii i-au miluit iară cu boieriile lor." 
Biserica ctitorită de hatmanul Balica și de soția sa, Ana, avea hramul „Sfinții Arhangheli Mihail și Gavriil“ și a fost închinată Mănăstirii „Schimbarea la Față“ din Muntele Sinai. Un document din 9 august 1586 consemnează faptul că hatmanul Melentie Balica era atunci mort, iar mănăstirea fusese deja închinată. Mănăstirea este atestată documentar pentru prima dată într-un hrisov din 10 aprilie 1587 prin care Petru Șchiopul dăruiește mănăstirii de la Muntele Sinai șase fălci de vie de la Cotnari ale hatmanului Balica.
Mănăstirea zidită de hatmanul Balica a fost înfrumusețată de urmașul său, Isac Balica, mare vistiernic și apoi hatman al Moldovei, decapitat de Ștefan Tomșa al II-lea (1611-1615, 1621-1623) după bătălia de la Cornul lui Sas din 1 iulie 1612. În toamna anului 1615, în timpul luptelor pentru domnie dintre Alexandru Movilă și Ștefan Tomșa, documentele de înzestrare a mănăstirii și de închinare a ei au fost îngropate în pământ de către călugări și au putrezit.
La 12 februarie 1618, domnitorul Radu Mihnea a ridicat biserica la rangul de mănăstire , păstrându-i închinarea la Muntele Sinai. În 1653, arhidiaconul Paul de Alep a menționat existența mai multor case în incinta mănăstirii.
În veacul al XVII-lea, Mănăstirea Balica a beneficiat de mai multe danii, în principal de la domnitorii Movilești. Cu toate acestea, războaiele și proasta administrare a averilor sale de către călugării greci au dus mănăstirea la starea de ruină.

### Refacerea mănăstirii de către Grigore al II-lea Ghica
După cum relatează "Cronica anonimă" tradusă de Alexandru Amiras și "Cronica Ghiculeștilor", în anii '20 ai secolului al XVIII-lea, biserica zidită de hatmanul Balica era cu totul stricată. Dorind "să o ridice în starea altor mănăstiri mari", începând din 1729, domnitorul Moldovei, Grigore al II-lea Ghica (1726-1733, 1735-1739, 1739-1741 și 1747-1748), a refăcut ansamblul ruinat al Mănăstirii Balicăi: a extins și reparat biserica, adăugându-i un pridvor, acoperind-o di nou, zugrăvind-o pe interior și înzestrând-o cu obiectele de cult necesare, a împrejmuit-o cu ziduri de piatră, a construit un turn-clopotniță deasupra porții, case domnești în incintă, iar, la nord de zidurile mănăstirii, a adus meșteri care au amenajat o grădină cu fel de fel de flori și fântâni arteziene. În spatele mănăstirii, în valea de sub Dealul Cetățuia, s-au barat apele pârâului Nicolina, formându-se un lac artificial pe care se puteau plimba bărci și caiace.
Acest lucru este consemnat în cronica lui Ion Neculce:
„Iară în al treilea an a domniei lui Grigore-Vodă s-au făcut de cătră toate părțile bună pace. Și s-au apucat di-au acoperit mănăstirea Balica cu oale și au tencuit-o pre dinafară și au făcutu-i și tindă, și au zugrăvit-o peste tot pri dinlontru, și zid împregiur, și clopotniță, și curți de piatră. Și au îndzăstrat-o cu toate, cu veșminte, cu odoară și cu bucate, și cu robi și moșii și vii, ca pre o mănăstire deplin. Așijderea au mai făcut curți scumpe și hălășteu cu iaz la Frumoasa, să fie de primblare domnilor. Făcut-au și turn mare pe poartă, în curte domnească, și ceasornic mare. Așijdere și două cișmele, fântâni aduse pre oale, cu multă cheltuială, una denainte porții curții domnești și una denainte feredeului. Așijderea și feredeul l-au mai tocmit. Mai tocmit-au și câteva casă în curțile domnești și odăile simenilor și la grajduri, ce era stricat, tot au tocmit.”—Ion Neculce
Biserica a fost reconstruită de domnitor în stilul Renașterii, noua construcție impresionându-i pe contemporanii săi care au supranumit-o „Frumoasa“. Această denumire a bisericii apare pentru prima dată într-o însemnare grecească din 1723 de pe o Evanghelie a acesteia, găsită în București și răscumpărată de către protosinghelul Silvestru.
Peste un deceniu, în timpul ocupației rusești de la 1739, casele clădite de Grigore Ghica la Frumoasa au fost dărâmate. După cum relatează Ion Neculce, Constantin Cantemir, fiul lui Antioh Cantemir, împreună cu fratele său, maiorul Dumitrașcu, și cu oștile rusești, au intrat la 2 septembrie 1739 în Iași, ieșindu-le înainte "mitropolitul și cu caimacamii și cu alțî boeri care să mai tâmplasă, și călugări, și neguțitori de laturea târgului, despre muntenime, și i-au închinat cheile țărâi și stiagurile slujitorilor. Și s-au împreunat cu mare bucurie ș-au purces pen Iașu. Pân'la Frumoasa l-au petrecutu boerii. Și s-au așădzat acolo cu oastea."  După "Cronica Ghiculeștilor", Constantin Cantemir s-a instalat în casele de la Frumoasa, în timp ce oastea a rămas în corturi, pe câmp. La 3 septembrie, a sosit în oraș feldmareșalul rus Burkhard Christoph von Münnich, care s-a instalat pentru o săptămână la Curtea domnească. El a chemat pe mitropolit și pe boieri și le-a cerut sume mari de bani, amenințând că în caz de nesupunere va dispune să se dea foc târgului.
Deși se încheiase Pacea de la Belgrad, rușii refuzau să părăsească Iașul. Apropierea oștilor lui Grigore Ghica și ale turcilor l-au silit pe generalul Petru Șipov să ia măsuri de evacuare a orașului. Chesarie Daponte precizează că oștile venite cu Cantemireștii au dărâmat "casele Frumoasei și Galatei", iar cronicarul anonim al Ghiculeștilor a adăugat că dărâmarea caselor domnești s-a făcut din ordinul lui Münnich. Ion Neculce confirmă că distrugerea caselor domnești a fost ordonată de Münnich, care se afla atunci la Hotin, mâniat că nu mai putea "să zapciască pe boeri de bani". După cum scrie Neculce, "Meneh l-au pus la calaur (strajă, n.ns.) și s-au mâniet și au trimis de au strâcat casăle de la Frumoasa".
În primăvara anului 1740, Ghica a pus să se clădească alte case în incinta Mănăstirii Frumoasa. Cronicarul Enache Kogălniceanu a scris următoarele: "Iară când a fost de primăvară s-au apucat iară de casele domnești de la Frumoasa și le-au isprăvit până în toamnă, după cum se văd și astăzi". Cronicile vremii menționează că s-au construit două palate domnești la Frumoasa, unul destinat femeilor (în grădina domnească, deoarece mănăstirea Frumoasa era mănăstire de călugări) și unul destinat domnitorului și boierilor (în incinta mănăstirii). După cum relatează și abatele Giuseppe Boscovich, palatul femeilor era mai mare decât cel din incinta mănăstirii, el fiind descris în detaliu de călătorul străin. Istoricii Dan Bădărău și Ioan Caproșu au presupus că Ghica Vodă ar fi reparat casele mai vechi din incinta mănăstirii, care fuseseră menționate anterior de către Paul de Alep, iar palatul din afara mănăstirii a fost construit mai târziu.
Urmașii la tron ai domnitorului Grigore Ghica au folosit și ei clădirile din complexul mănăstiresc ca reședință de vară, unde se retrăgeau în zilele toride de vară. În anul 1753, domnitorul Matei Ghica (1753-1756), fiul lui Grigore al II-lea Ghica, a efectuat o serie de lucrări de restaurare ale Bisericii Frumoasa.

### Descrierea Mănăstirii Frumoasa de către călătorii străini din secolul al XVIII-lea
În secolul al XVIII-lea, Mănăstirea Frumoasa a fost vizitată de către diverși călători străini, aflați în trecere prin Iași. Aceștia au evocat în notele lor de călătorie pitorescul locului și frumusețea palatului domnesc. O descriere interesantă a curții domnești de la Frumoasa și a împrejurimilor sale este realizată de către abatele Giuseppe Boscovich, care îl însoțea pe ambasadorul englez James Porter în călătoria sa din anul 1761 prin Moldova:
„Ni se pregăti o plăcută vilă numită Frumoasa, pe care Prințul o posedă în vale, la picioarele colinelor de pe care ne coborâsem (...). Când am ajuns la Frumoasa am găsit un palat aproape deșert, unde nu mai venea Prințul, dar era mare și comod, și mobilat cu sofale în diferite culori; era împrejurat de un zid mare, care încunjura grajduri, șuri, palatul Prințului și un alt palat pentru dame, după obiceiul turcesc; la amândouă aceste case te urcai pe câte o scară de piatră. Acea de a doua era destul de mare, cu aurituri și lucrări de artă. Se mai afla în interior în partea palatului al doilea, o grădină de preumblare și o alta de fructe, dar amândouă erau în părăsire. În palat se intra prin o sală mare care era despărțită prin o balustradă, fiind ferestre mari cari ocupau toată fațada, cu privire într-un lac ce se termina pe la poalele colinelor. (...) Lacul este format din un izvor ce curge de la picioarele colinilor și e oprit de un dig puternic, întărit cu pari și pământ și care e aproape de 1/2 milă de lung. În mijlocul digului este o deschizătură cu un canal prin care curge apa la o moară apropiată. Lacul e plin de pește și are și bărci de preumblat, dar în partea dinspre apus e plin de stuh și alte buruene de baltă. ”—Giuseppe Boscovich
Ministrul turc Resmi Ahmed Efendi a trecut prin Iași în anul 1763 în drum spre „raiaua“ Hotin. El a locuit aici două săptămâni, scriind următoarele:
„Plecând din Galați, ajunsei a treia zi la Iași, capitala Moldovei. Aici pentru oaspeți iluștri și pentru trimișii Înaltei Porți este destinat în partea sudică a orașului un palat numit Frumoasa, pe malul unui încântător lac, ce ne aduse oarecum aminte de splendidele peisaje ale lacului Albastru sau Ghioc-su, din Anatolia.”—Resmi Ahmed Efendi
Pe lângă aceștia, aici au fost găzduiți și alți oaspeți însemnați: Suleiman pașa (carte a stat aici timp de patru zile, în 1744), Hamza pașa, ginerele sultanului (1762) etc. În perioada domniilor fanariote, noii domnitori făceau uneori popas la Frumoasa înainte de a intra în Iași pentru a fi înscăunați.

### Mănăstirea Frumoasa în prezent
În anul 1812, în incinta Mănăstirii Frumoasa a fost construită o casă cu parter și etaj, cunoscută sub denumirea de „Palatul de pe ziduri“. Autorul planurilor a fost arhitectul Marin Kubelka. Aici s-a aflat sediul egumeniei, dar în unele perioade locuia aici și domnitorul, egumenul mutându-se atunci în vechea clădire din sud-vestul incintei. Turnul-clopotniță a fost refăcut în perioada 1819-1833 de către arhimandritul Ioasaf Voinescu, egumenul mănăstirii, după planurile aceluiași arhitect.
Actuala clădire a bisericii datează din perioada 1836-1839, fiind ctitoria aceluiași egumen Ioasaf Voinescu, care a rezidit-o din temelie, după cum arată și pisania care amintește pe lângă Sf. Arhangheli Mihail și Gavriil, un al doilea hram în cinstea Adormirii Maicii Domnului (Uspenia).
Biserica actuală este un monument din prima jumătate a secolului al XIX-lea, construită în stil ucrainean. Fațadele sunt ornate în stil clasic cu panouri și pilaștri angajați. Fațada are intrarea decorată cu un înalt portic doric format din patru coloane, cele din mijloc fiind unite printr-o arcadă în cintru.
Domnitorul Mihail Sturdza a împodobit interiorul bisericii și a ridicat alături, în anul 1833, un mausoleu de marmură albă pentru a adăposti mormintele membrilor familiei sale. Monumentul amintește de începuturile sculpturii statuare din Moldova.
În curte se află casa numită „palatul de pe ziduri“ sau „Palatul Sturdza“, construită între anii 1818-1819 cu parter și etaj, restaurată ultima dată în 1982-1983. În curte se mai găsesc ruinele vechilor case boierești de pe timpul lui Grigore Ghica și cavoul familiei Sturdza (tatăl domnitorului Mihail Sturdza) și a altor membri ai familiei din care doi înrudiți cu familiile Vogoride și Mavrogheni.
Până la secularizarea averilor mănăstirești în anul 1863, Mănăstirea Frumoasa era una dintre cele mai bogate mănăstiri din Moldova, având 16 moșii în Moldova, Bucovina și Basarabia. După secularizare, Guvernul a transformat curțile domnești în cazarmă pentru diferite regimente de cavalerie, închisoare militară a Corpului IV Armată, apoi s-a instalat un spital militar cu specializare oftalmologică. Biserica Frumoasa a devenit biserică de parohie.
În anul 1930, închisoarea militară a Corpului IV Armată s-a mutat din casele egumenești ale Mănăstirii Frumoasa într-un depozit de cereale și furaje de pe dealul Copoului (pe Str. Dr. Vicol), ce aparținea Corpului IV Armată.
Ocupanții vremelnici ai mănăstirii nu s-au îngrijit de repararea acesteia, unele dependințe din incintă dispărând cu totul, cu excepția unei case mai importante, lipită de zidul sudic al incintei, care a fost demolată de preotul paroh în 1948, șarpanta sa fiind pusă pe foc.
După o perioadă destul de tulbure în istoria sa, această ctitorie voievodală și boierească a redevenit mănăstire, în vara anului 2003, cu binecuvântarea mitropolitului Daniel Ciobotea al Moldovei și Bucovinei. În prezent, la Mănăstirea Frumoasa viețuiește o obște de călugărițe care au venit de la Mănăstirea Războieni din județul Neamț.

## Complexul mănăstiresc

### Biserica Mănăstirii Frumoasa

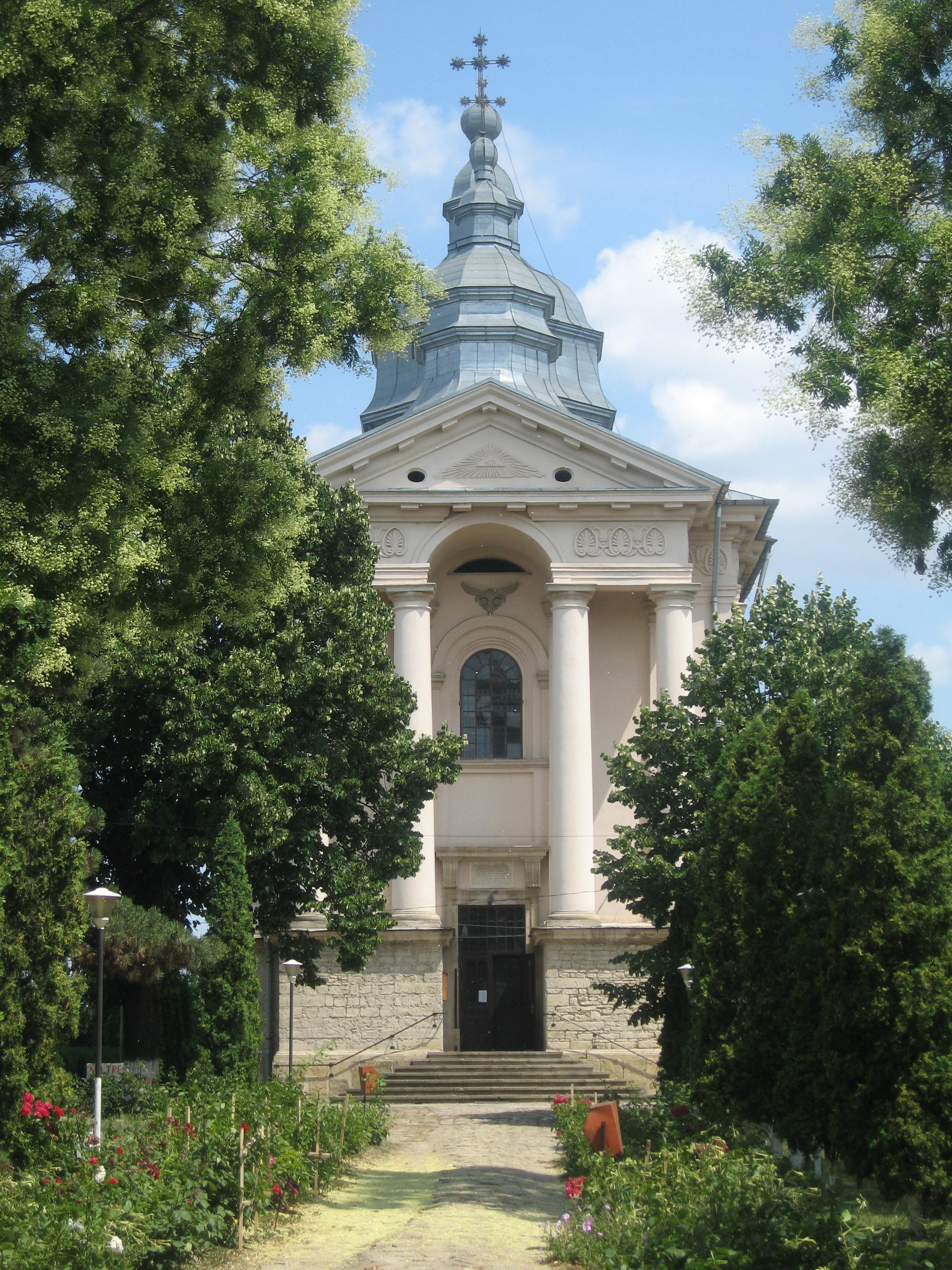
Biserica Mănăstirii Frumoasa privită din faţă.

Actuala biserică este ctitoria egumenului Ioasaf Voinescu, care a rezidit-o din temelie în perioada 1836-1839. Pe frontispiciul bisericii, se află următoarea pisanie cu inscripția în limba română cu caractere chirilice:
„Această sf(â)ntă și dumnezăiască biserică sau zidit din temelie pre cum să vedi de preacuviosul arhimandrit și cavaler Chir Ioasaf Anastasă cei zic și Voinescu, cu toată cheltuiala sa, întru cinste maimarilor voevozi Mihail și Gavriil și întru cinstea Preacuratii Adormirii Maicii lui Dumnezău, spre vecinica pomenire, rugănd pre cei din urmă ocărmuitori aceștii mănăstiri, ca să facă pomenire la zilile acestor praznice și pentru cel ce au zidit acest sft. lăcaș. Sau început această zidire la anu 1836 și sau sfărșit la anul 1839.“
Ca stil, această nouă biserică aparține clasicismului. Biserica este monumentală ca proporții, planul ei asemănându-se cu cel al Bisericii "Sf. Spiridon" din Iași. Edificiul are un plan treflat estompat cu totul prin reducerea aproape completă a absidelor laterale. Zidul exterior al bisericii este împărțit în cinci travee: trei, mai mari, la mijloc și două, mai mici, la capete. Traveea centrală este adâncită și flancată de două coloane, cele două travee alăturate au câte o fereastră înaltă și largă, terminată la partea superioară într-un arc în cintru; celelalte două travee din capete au ferestre mici.
Deasupra bisericii se înalță patru turle false construite după modelul turlelor bisericilor rusești-ucrainene și dispuse în linie; cele două turle mari corespund celor două cupole ale navei, iar celelalte două, mai mici, sunt așezate deasupra pridvorului și altarului. Turlele sunt înfășurate în întregime în tablă.
Clădirea cuprinde o singură navă, flancată de încăperea altarului spre răsărit. Pridvorul este precedat de un frumos portic, compus din patru coloane înalte în stil doric, cele din mijloc fiind legate între ele printr-o arcadă în plin cintru, pe care se sprijină un fronton triunghiular clasic. Pridvorul, pronaosul și naosul sunt aproape egale ca dimensiune și separate doar printr-un arc dublou median încadrat de arcade longitudinale, sprijinite pe coloane degajate, după o concepție arhitecturală care se bazează pe ideea tratării unitare a spațiului interior.
Interiorul bisericii este bogat ornamentat. Nicolae Iorga descria astfel interiorul bisericii:
„Înăuntru priveliștea e însă în adevăr măreață: turnurile de tinichea, fără zid, și croite numai ca acoperișuri de turnuri, cresc prin boltirea lor întinderea, liberă de orice piedici, a clădirii luminoase. Opt stâlpi de marmură vărgată cu roșu împodobesc și sprijină, întinându-se sus, cu capitele de stuc albastru, aurit. Pe pereți se văd sfinți foarte frumoși și chipurile Ghiculeștilor.”—Nicolae Iorga

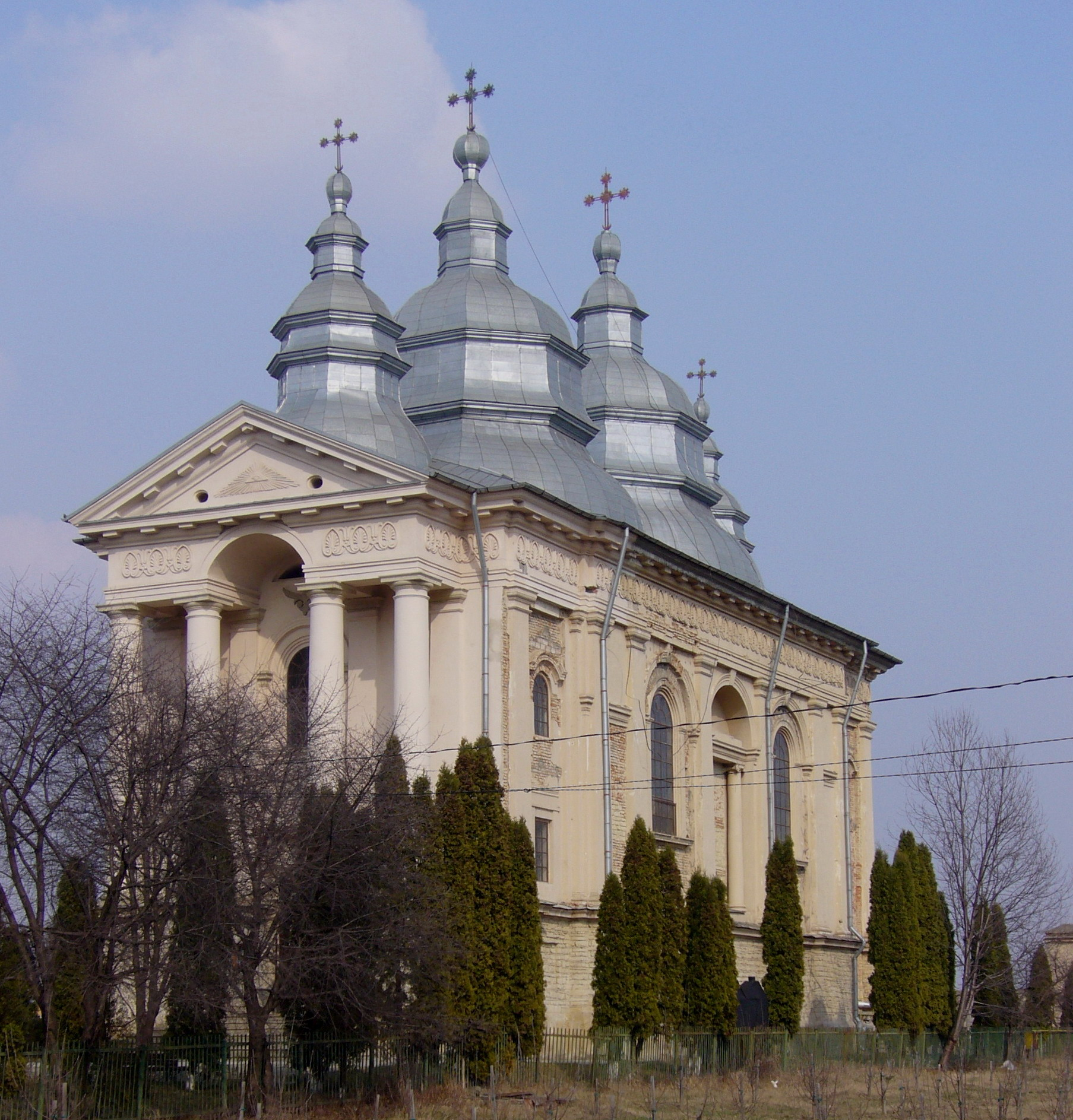
Biserica Mănăstirii Frumoasa privită din partea laterală.

Pictura bisericii este realizată în tempera, în culori vii, fiind bine conservată. La intrare sunt pictate portretele familiei lui Grigore al II-lea Ghica. Pe peretele din stânga este pictat domnitorul (îmbrăcat într-o ținută somptuoasă) alături de Doamna Zoița și de cei doi copii: Matei Ghica (viitor domnitor al Munteniei: 1752-1753 și al Moldovei: 1753-1756) și Ruxandra. Pe peretele din dreapta, este pictat celălalt fiu al domnitorului, Scarlat Ghica, domnitor al Moldovei (1757-1758) și al Munteniei (1758-1761 și 1765-1766).
În pronaos, pe peretele din dreapta, a fost pictat egumenul Ioasaf Voinescu. Acesta a fost zugrăvit în culori închise, sobre, ținând în mână ctitoria sa. Lângă portretul său se află următoarea inscripție: „Nu nouă Doamne, nu nouă, ci numelui Teu celui Sfânt s-a tidit din temelie această Sf. biserică, de smeritul și păcătosul robul Teu Arhimandritul Ioasaf Voinescu, și s'au înfrumusețat în lăuntru și afară precum se vede astăzi, și din nou s-au înzestrat cu toate argintăriile și vestmintele și alte odoare, pe care păzește-o Tu Doamne și o întărește în veci neclătită. Iar către bunii și drept slăvitorii Hristiani, care vor avea dragoste a ceti pe aceste slove, cu umilință vă rog să ertați orice greșală veți afla și se ziceți cuvântul: "Milostiv fii Doamne păcătosului acestuia" ca și voi aseminea să aflați milă înaintea Domnului. S-a început zidirea bisericei la anul 1836 și s-a sfârșit la anul 1841, Octomvre 30.“  Din diferența dintre cele două inscripții cu privire la anul finalizării rezultă că zidirea bisericii s-a încheiat în 1839, iar pictarea acesteia în 1841. Pe arcul-dublou dintre pronaos și naos, alături de cele șapte sinoade ecumenice, a fost zugrăvit și "Sinodul de la Iași" (15 septembrie - 27 octombrie 1642), orașul vechi fiind zugrăvit pe fundal.
Catapeteasma bisericii a fost realizată și montată în biserică în anul 1838. În pronaosul bisericii se află mormântul Domniței Ruxandra, fiica lui Grigore Ghica Vodă, îngropată în anul 1780. Lespedea funerară este frumos decorată cu diferite ornamente (soarele și luna, simbolizând viața și moartea) și stemele domnitorilor Moldovei. Pe piatra de mormânt este săpată o inscripție în versuri în limba greacă, care a fost tradusă astfel de către profesorul N.G. Dossios ("Studii Greco-Române", p. 60):
"Pe cine din cei de demult ascunzi în interiorul rău, spune morminte!
Nici de cum pe unul din ce de mult, ci remășițele pământești ale unui nobil pământean.
Cel puțin spune-mi numele său, neamul ascuns și viața.
Acesta este neamul slăvit al Ghiculeștilor,
Cu o viață glorioasă (însă) și cu multă suferință:
Cât privește de înțelepciune a avut o mare faimă
Respectata Doamna Ruxandra, a cărui trup mult necăjit zace aci;
Iară sufletul ei planează în locașurile fericiților.
Deși o Ruxandro, te-a răpit moartea cea crudă
Și te-a doborât, vai, schirosul, care roade mădulările corpului,
Pe tine cea din neam renumit și cu viață aleasă,
Însă în împărăția cerului, unde de curând ai sosit,
Te au primit cu bucurile locașurile cele plăcute ale lui Dumnezeu
Și cu bucurie te-ai dus, căci vei primi resplata ostenelelor tale. (1780)"
Dintre odoarele de preț cu care a fost înzestrată biserica s-a mai păstrat o icoană de argint a Maicii Domnului, purtând pe cap o coroniță de aur încrustată cu pietre prețioase, dăruită de Doamna Ecaterina, soția lui Constantin Mavrocordat. Pe latura inferioară a icoanei se află următoarea inscripție în limba greacă: „Din evlavie pentru Maica Domnului, Ecaterina a îmbrăcat cu argint această icoană cu banii ei. Era fata lui Constantin Roset iar doamnă a unui stăpânitor, om foarte bun, Mavrocordat, adică Constantin. Ecaterina, doamna lui Constantin Mavrocordat“.
Istoricul N.A. Bogdan menționează în monografia sa dedicată municipiului Iași că, în Biserica Mănăstirii Frumoasa, exista înainte de primul război mondial un Epitaf cusut în fire de aur și argint, unic, poate, în țară în privința bogăției și frumuseții sale.
Este de semnalat și o dveră care datează din anul 1841, având o frumoasă broderie marginală în fir de aur pe catifea de culoare vișinie, purtând pe latura de sus următoarea inscripție: „Eu sunt ușa cea adevărată. Prin mine de va intra cineva se va mântui și va intra și va ieși și pășune va afla. 1841“

### Ruinele Palatului domnesc

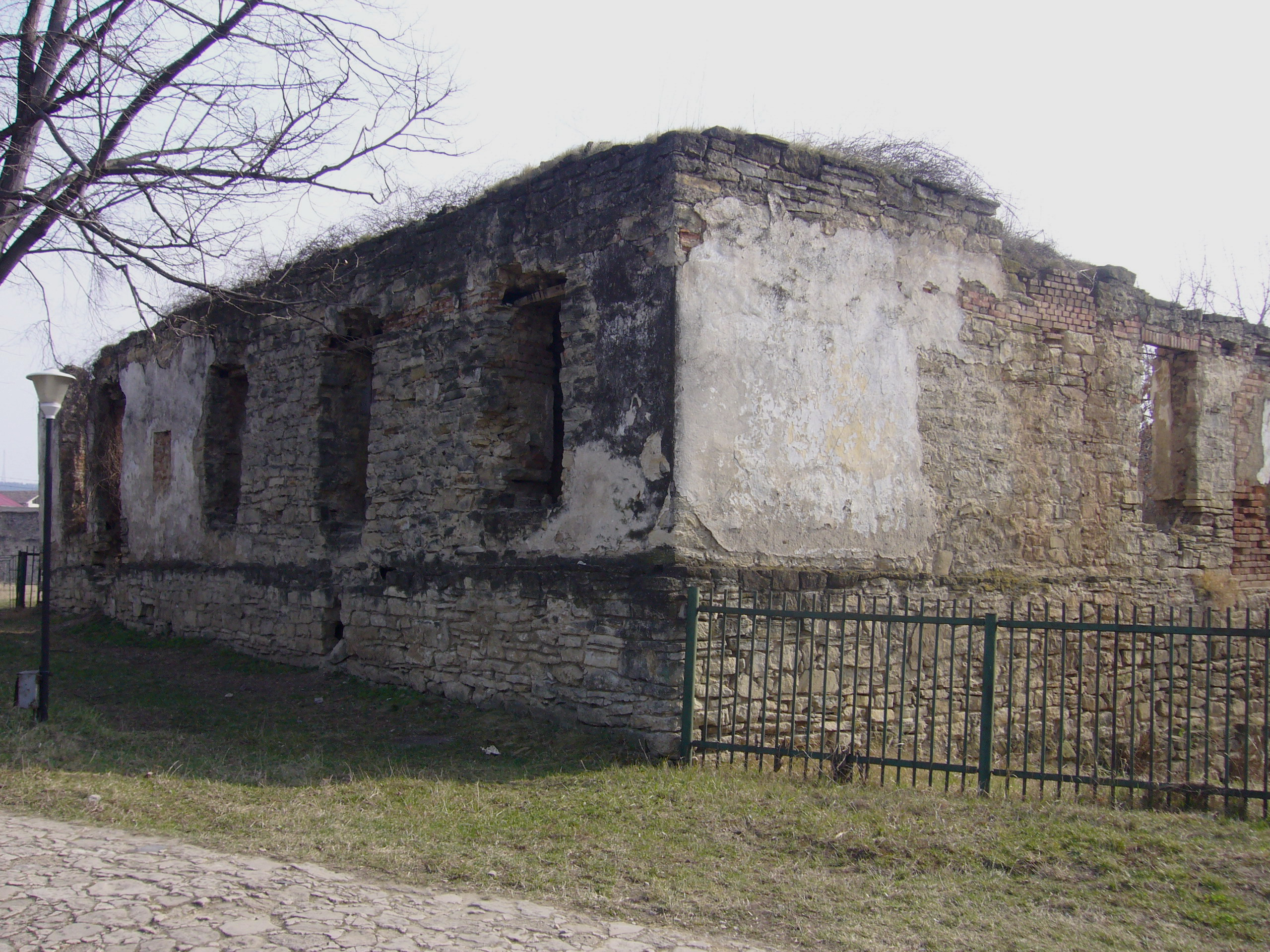
Ruinele palatului domnesc de la Mănăstirea Frumoasa din Iaşi.

Un alt monument istoric din cadrul Mănăstirii Frumoase, sunt conform listei monumentelor istorice din județul Iași elaborată în anul 2004 de către Institutul Național al Monumentelor Istorice din cadrul Ministerului Culturii, și așa-numitele Ruine ale Palatului „pentru femei“. Dan Bădărău și Ioan Caproșu afirmă că aceste ruine nu sunt ale Palatului destinat femeilor (care nu se putea afla în incinta unei mănăstiri de călugări, ci în afara acesteia), ci ale Palatului domnitorului, mai mic decât cel menționat anterior.
Domnitorul Moldovei, Grigore al II-lea Ghica (1726-1733, 1735-1739, 1739-1741 și 1747-1748), care restaurase Mănăstirea Frumoasa începând din 1729, a construit „un ansamblu de palate minunate după moda orientală de la Țarigrad“. Peste un deceniu, în timpul ocupației rusești de la 1739, casele clădite de Grigore Ghica la Frumoasa au fost dărâmate. În primăvara anului 1740, Ghica a pus să se clădească alte case în incinta Mănăstirii Frumoasa.
Palatul domnesc este construit din piatră, având un parter înălțat de la nivelul pământului, unde se ajungea prin urcarea unor trepte din piatră. La intrare se afla un pridvor deschis, susținut de stâlpi de lemn, de unde se pătrundea într-o sală transversală, continuată cu o încăpere mai mare cu tavanul boltit. Pe toată lungimea fațadei înspre interiorul incintei se aflau două încăperi mai mici. Palatul avea tavanul susținut de pilaștri legați între ei prin niște arcuri de piatră. Sub palat, se aflau niște pivnițe, care se întindeau pe tot subsolul, fiind formate din mai multe încăperi.
Până la construirea Palatului "de pe ziduri", această clădire a avut rol de egumenie. În secolul al XIX-lea, în perioadele când domnitorul locuia în Palatul "de pe ziduri", egumenul se muta în vechea clădire, acesta fiind motivul pentru care a rezistat până în prezent. Ulterior, el a devenit o simplă dependință, fiind folosit ca depozit. În prezent, Palatul domnesc, aflat la mică distanță de turnul-clopotniță, este în ruină.

### Palatul „de pe ziduri“

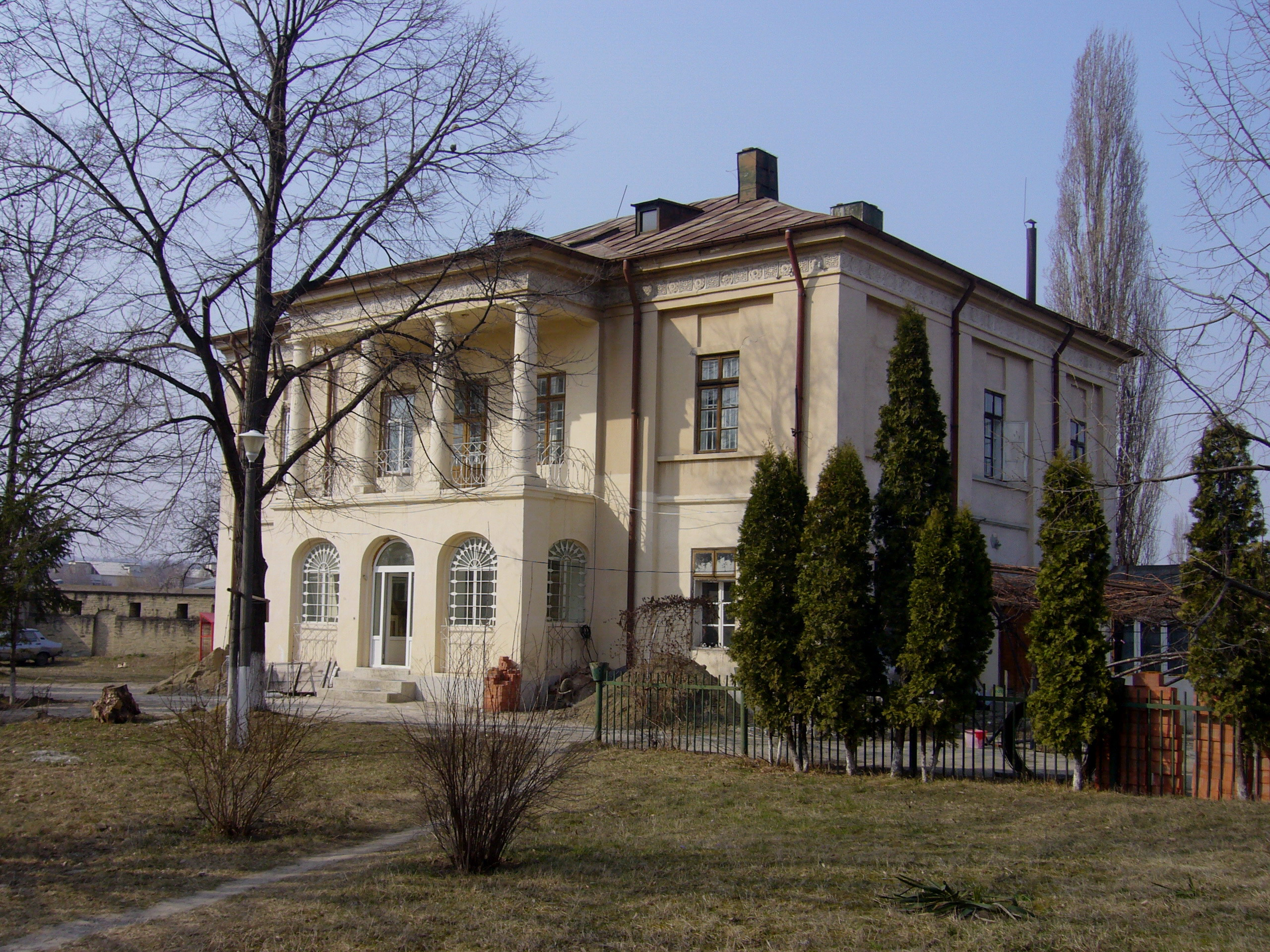
Palatul „de pe ziduri“.

În incinta Mănăstirii Frumoasa se află casa numită „Palatul de pe ziduri“, cu parter și etaj. Palatul a fost construit în anul 1812, după cum atestă devizul de lucrări și alte acte aflate la Arhivele Statului Iași. Construcția s-a efectuat după planurile arhitectului Martin Kubelka, care a realizat și planurile turnului-clopotniță. Plecând de la faptul că turnul-clopotniță a fost refăcut în perioada 1819-1833, unii autori au afirmat că acest palat ar fi fost construit între anii 1818-1819. „Palatul de pe ziduri“ prezintă o structură tripartită, iar ca o caracteristică aparte a construcției menționăm faptul că tradiționalul foișor a devenit aici un peron de acces, iar la etaj, o terasă acoperită.
Acest edificiu este o construcție cu o arhitectură neoclasică cu parter și etaj, având intrarea principală în curtea mănăstirii. Palatul a fost o construcție gândită ca un palat din timpul renașterii italiene, având în mijloc o scară interioară. Inițial fațada opusă intrării în palat dădea spre grădină și lacul amenajat în jurul mănăstirii, pe unde se intra cu barca printr-o intrare cum erau cele pentru calești, care astăzi a fost zidită. Astăzi această fațadă iese din planul zidului mănăstirii spre exterior.
În „palatul de pe ziduri“ a fost amenajat în anul 1841 paraclisul „Sf. Ecaterina“. Frumoasa și palatul domnesc din incinta ei au continuat să fie preferate ca reședință de vară mai ales în vremea domniei lui Mihail Sturdza (1834-1849) și a lui Grigore Alexandru Ghica (1849-1853 și 1854-1856).
După mutarea de aici a închisorii militare a Corpului IV Armată, această clădire a devenit casă parohială. La palatul de pe ziduri s-au efectuat lucrări de consolidare între anii 1966-1970, ultima restaurare datând din perioada 1982-1983.

### Turnul clopotniță și zidul de incintă

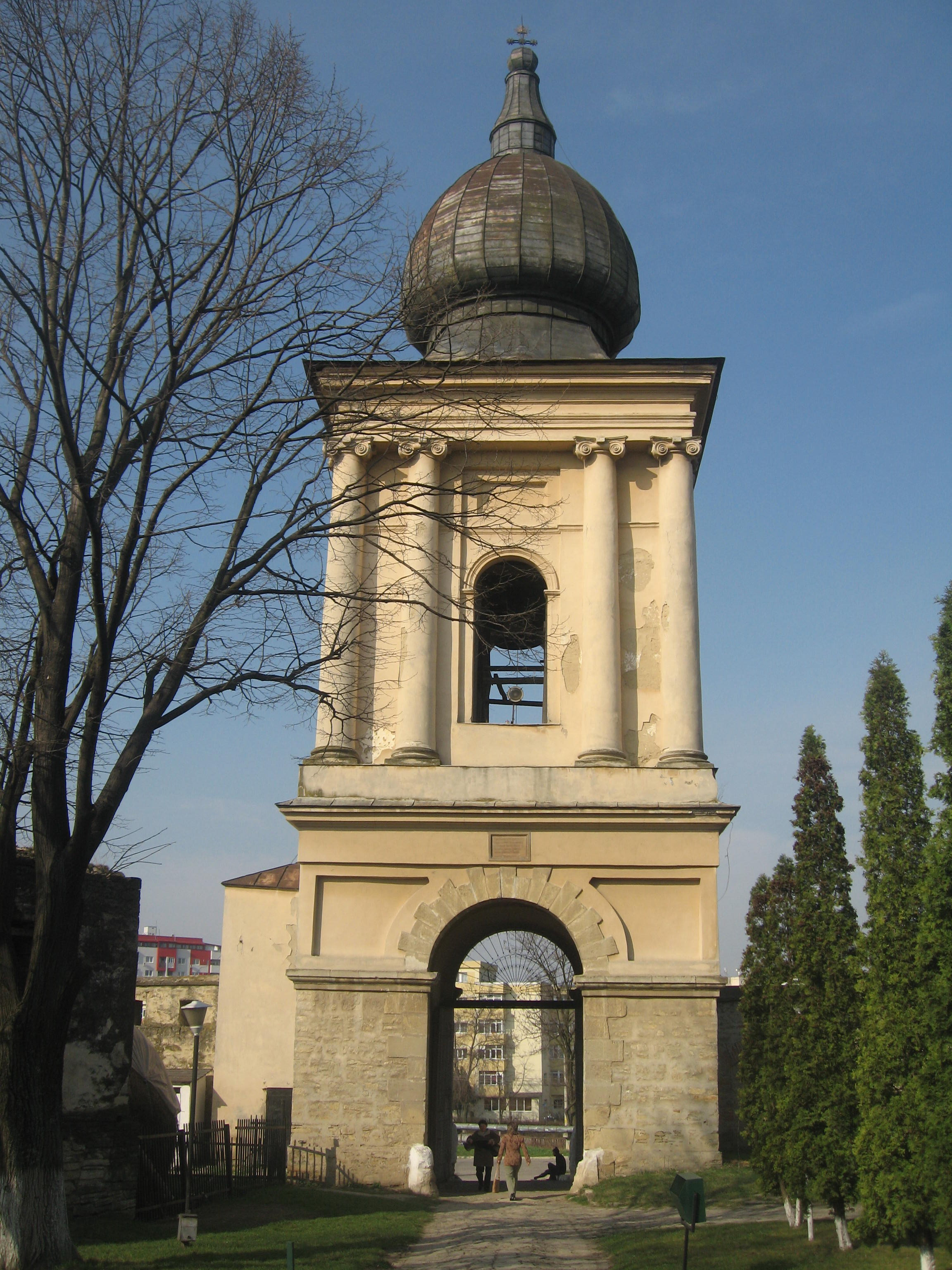
Turnul clopotniţă de la Mănăstirea Frumoasa din Iaşi.

Din construcțiile ridicate de către Grigore al II-lea Ghica, se mai păstrează astăzi zidul de piatră cu metereze care înconjoară incinta, având o înălțime de 4 metri. Pe latura de vest a incintei, la mijloc, se află turnul clopotniță, construit în manieră neoclasică, purtând pe cele patru laturi coloane zvelte în stil ionic. Autorul planului turnului clopotniței este arhitectul Martin Kubelka, care a realizat și planurile „palatului de pe ziduri“.
Cum vechiul turn de piatră se ruinase, arhimandritul Ioasaf Voinescu l-a refăcut între anii 1819-1833, el păstrându-se și astăzi în condiții foarte bune. Pe frontonul clopotniței, este săpată o inscripție în care este scris:
„La anul 1819 sau început zidire aceștii clopodniți de mine, smeritul arhimandritul Ioasaf Moldovan proistosul mănăstirii Frumoasa și din răle întămplări sau fărșit de tencuit și zugrăvit la anul 1833.“
Deși din această pisanie s-ar deduce că turnul a fost construit în perioada 1819-1833, se pare că el este mai vechi, după cum o dovedește boltirea intrării.
Turnul-clopotniță este încorporat în ziduri și are o serie de elemente de o frumusețe plastică aparte. Nivelul inferior este masiv, fiind străpuns de gangul intrării, deasupra sa înălțându-se camera clopotelor, ale cărei fațade sunt decorate cu coloane ionice angajate. De asemenea, cupola de tablă de forma unui bulb alungit accentuează caracterul zvelt al turnului.
Clopotnița a fost renovată în anul 1952 cu sprijinul mitropolitului Sebastian Rusan al Moldovei și Sucevei, cu cheltuiala și osârdia enoriașilor arhitecți A. Ionescu și N. Sofronie, lucrările fiind executate sub coordonarea meșterului Giovani Masari. Acest lucru este atestat de o pisanie de pe o placă amplasată pe partea dinspre biserică a zidului turnului: "Clopotnița bisericii Frumoasa Iași zidită în 1833 s'a renovat în 1952 cu sprijinul Î.P. Mitropolit Sebastian Rusan cu cheltuiala și osârdia Enoriașilor arhitecți A. Ionescu N. Sofronie Meșter Masari Giovani".
Turnul clopotniță și zidul de incintă au fost supuse unor ample lucrări de protecție între anii 1966-1970, cu scopul de a le consolida împotriva alunecărilor de teren (datorate infiltrației apei în sol), precum și a eroziunii materialelor folosite la construcția acestor monumente arhitectonice.

### Poarta spânzuraților

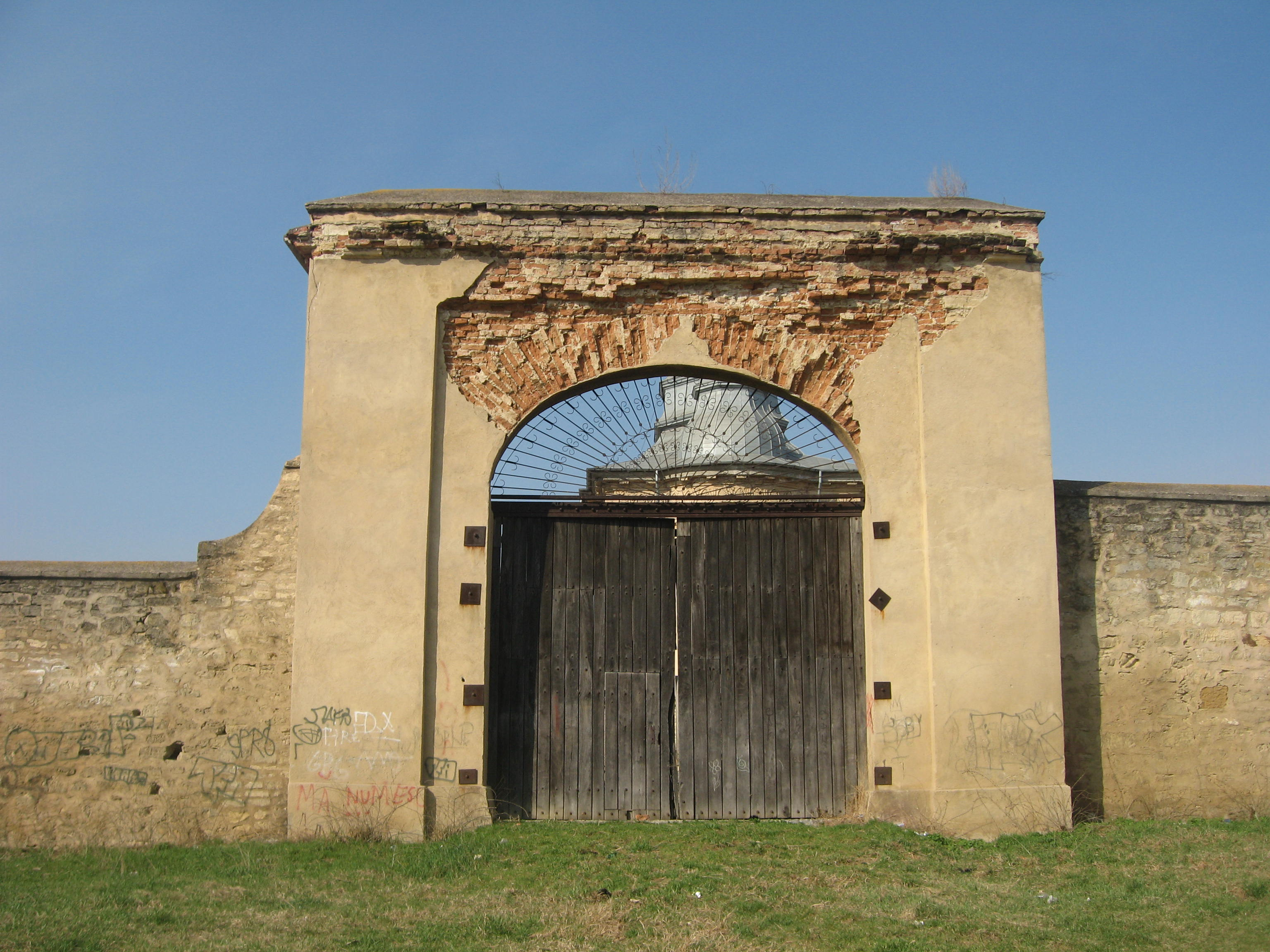
„Poarta spânzuraţilor“, privită din afara Mănăstirii Frumoasa.

Pe latura de est a zidurilor de incintă, se poate deschide și astăzi o poartă din lemn cunoscută drept Poarta Spânzuraților. Aceasta este confecționată din lemn și are două uși care se deschid din interior și se închid cu un zăvor. Totuși, neexistând nici un drum de acces astăzi spre această poartă, ea rămâne mai tot timpul închisă.
În decursul existenței sale, Mănăstirea Frumoasa a avut mai multe întrebuințări, de-a lungul timpului funcționând aici și o secție a unui spital militar și chiar o închisoare. Rectitorită de către domnitorul Grigore al II-lea Ghica, Mănăstirea a continuat tradiția primului locaș de cult fondat pe acest amplasament în secolul al XVI-lea de către hatmanul Melentie Balica.
Tradiția spune că cei condamnați la moarte erau scoși pentru executare din beciurile palatului domnesc pe Poarta Spânzuraților. Ieșirea din mănăstire pe această poartă dădea către un maidan, loc unde se organizau execuțiile publice (prin spânzurare) ale tâlharilor, între 1820 și 1845, în special în zilele de iarmaroc.

### Monumentul funerar al familiei Sturdza

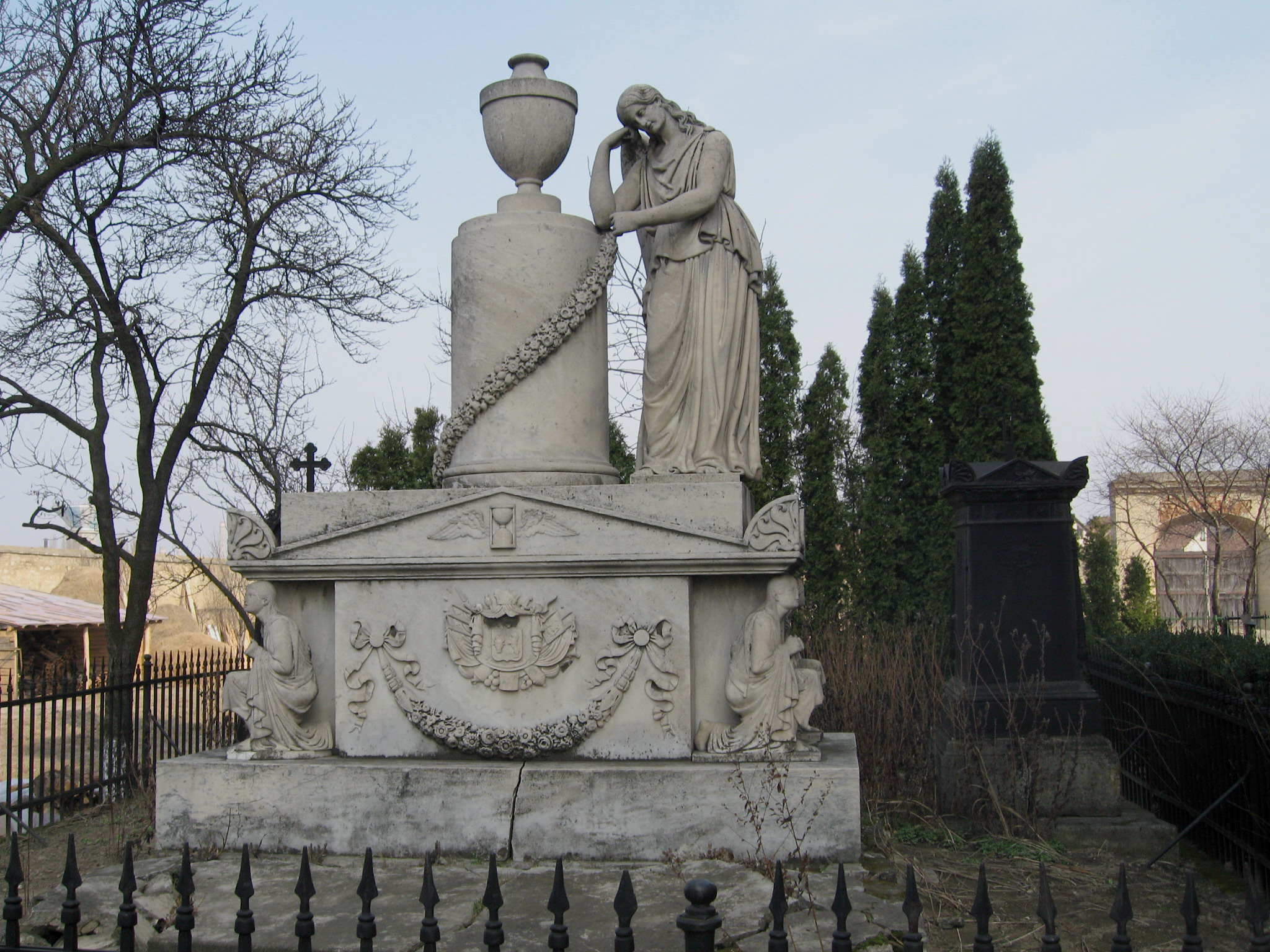
Monumentul funerar al familiei Sturdza aflat la Mănăstirea Frumoasa.

În curtea Mănăstirii Frumoasa, în partea stângă a bisericii, domnitorul Mihail Sturdza a ridicat un mausoleu de marmură albă pentru mormintele membrilor familiei sale. Mausoleul este realizat în anul 1842 de către sculptorul italian Francisc Vernetta, venit din Odesa, și are încrustat la baza sa stema familiei Sturdza. Acest monument este unul dintre primele monumente din Moldova, marcând începutul sculpturii statuilor și a monumentelor de for public.
La baza monumentului se află o placă de marmură albă care pe o parte are încrustată stema familiei Sturdza, iar în partea opusă are inscripționat un text cu caractere chirilice. Lângă placă, de o parte și de alta a acesteia, sunt patru femei îngenuncheate cu mâinile împreunate, care susțin o altă placă de marmură pe care se află o coloană prevăzută cu o urnă mare în partea de sus, de care se sprijină o femeie înger. La baza celei de-a doua plăci este încrustată o clepsidră cu aripi, simbolizând timpul în permanenta sa scurgere.
În acest mausoleu este înmormântat marele logofăt Grigore Sturdza (1758-1833), tatăl domnitorului moldovean Mihail Sturdza. În partea anterioară a monumentului, este înscrustată în marmura albă următoarea inscripție în limba română cu caractere chirilice:
„Pietatea cea fiiască a domnitorului Moldovei, MIHAIL STURZA, au ridicat acest monument spre pomenire pre-strălucitului mare logof. și cavaler Gri. Sturza născut la 1758 săvârșit la 1833 mart în 13 zile.“
În partea din spate a monumentului este intrarea pe o scară în trepte în criptă, ale cărei uși sunt permanent deschise pentru a nu permite instalarea umezelii în criptă. În părțile laterale ale monumentului de marmură albă sunt alte două monumente de fontă prevăzute cu cruci în partea de sus, având pe ele inscripții cu caractere chirilice, astăzi ilizibile.
În mausoleu au mai fost înmormântați și alți membri ai familiei Sturdza dintre care doi înrudiți cu familiile Vogoride și Mavrogheni. Este vorba de principesa Olga Sturdza (născută Ghica) (d. 1867), Elena Mavrogheni (d. 1860), principele Dimitrie Grigorie Sturdza (1856-1872), principesa Olga Vogoride Sturdza (1859-1880) și Ioana Mavrogheni (1859-1860).

### Alte construcții
În curtea bisericii se mai află și o cruce ridicată în memoria soldaților români căzuți pe front în primul război mondial (1916-1918). Crucea este amplasată în fața Palatului de pe ziduri.

## Imagini

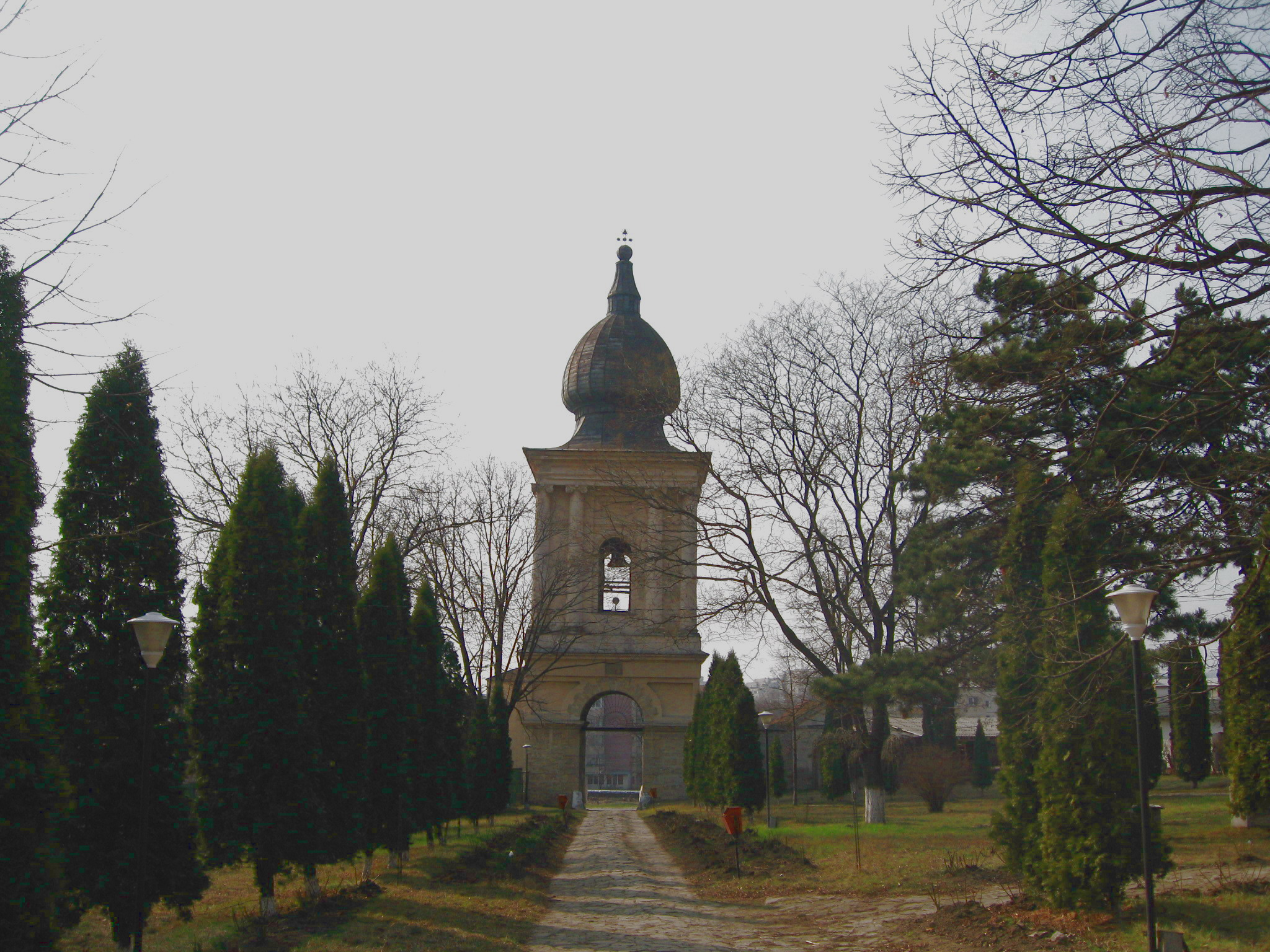
Turnul clopotniță privit de pe scările bisericii
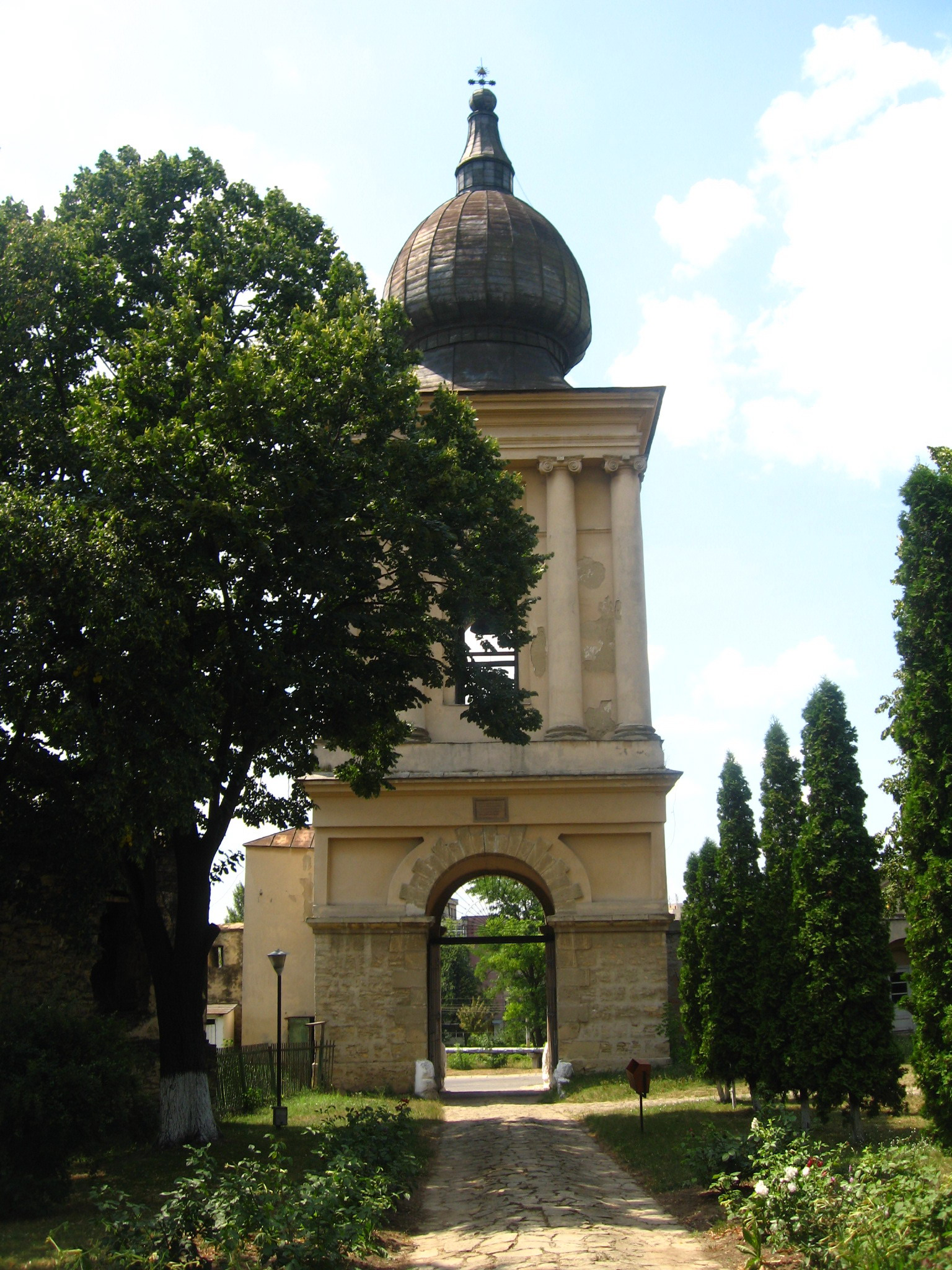
Turnul clopotniță privit de pe scările bisericii
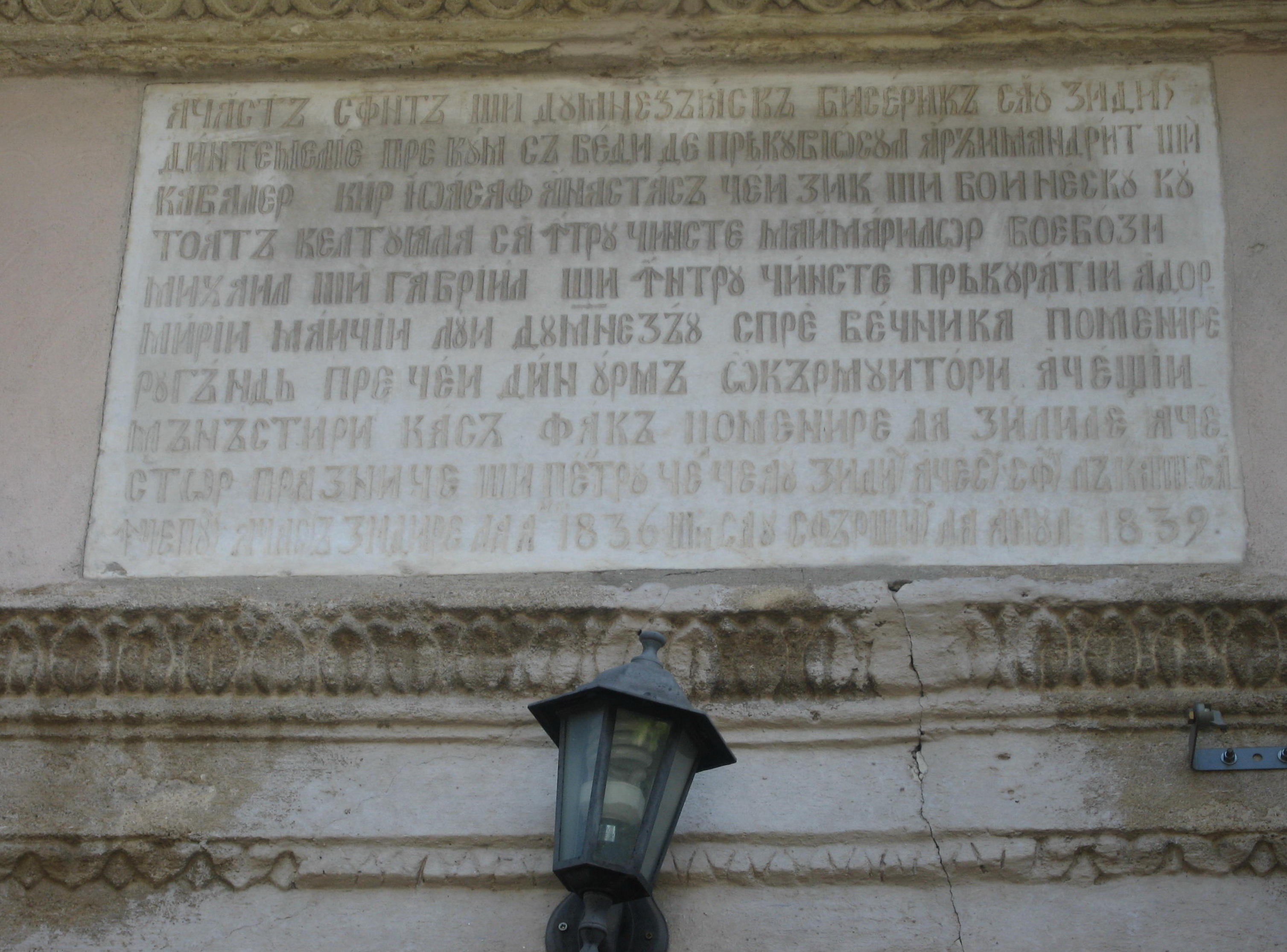
Pisania de la intrarea în biserică
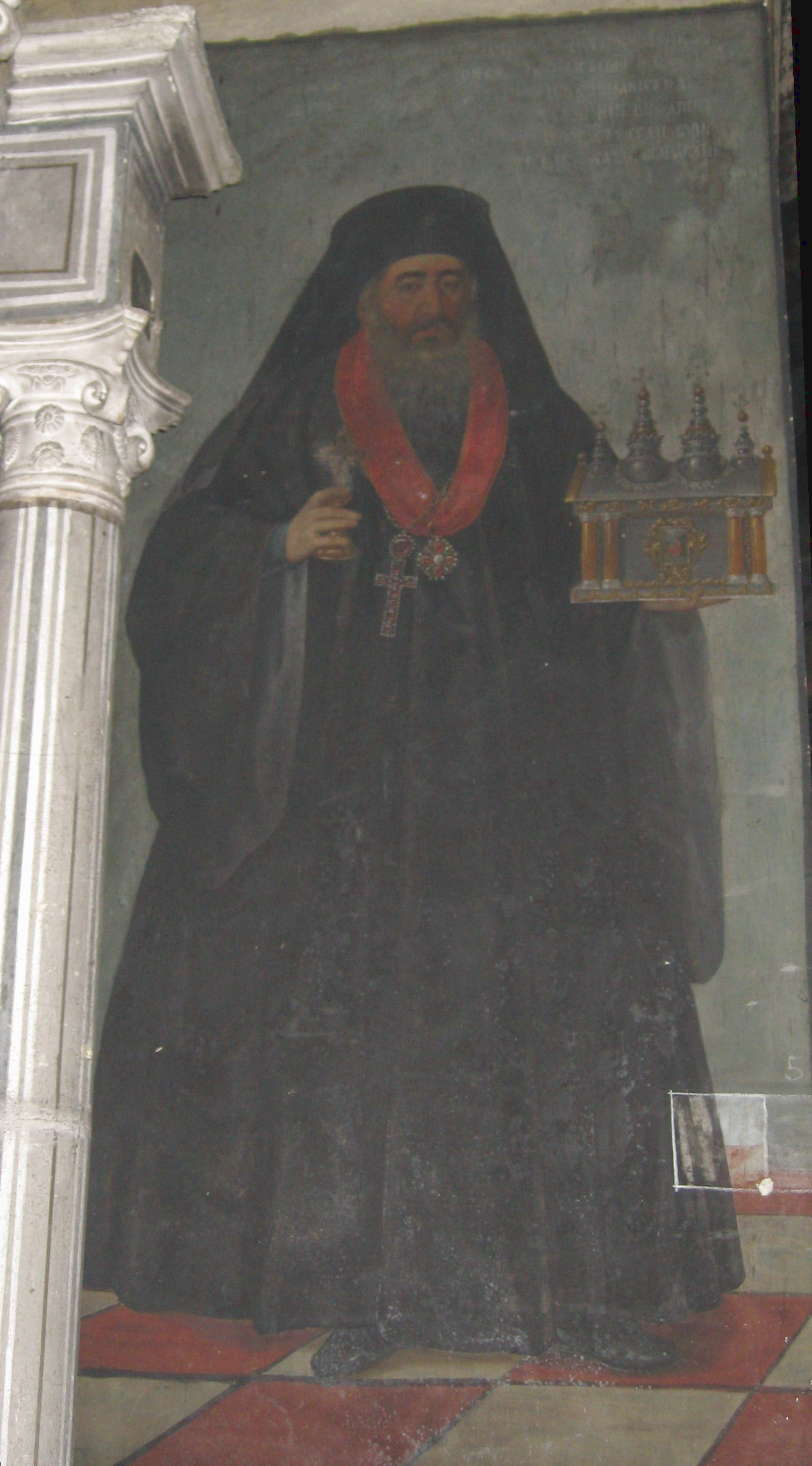
Tabloul votiv cu arhimandritul Ioasaf Voinescu ținând biserica în mână
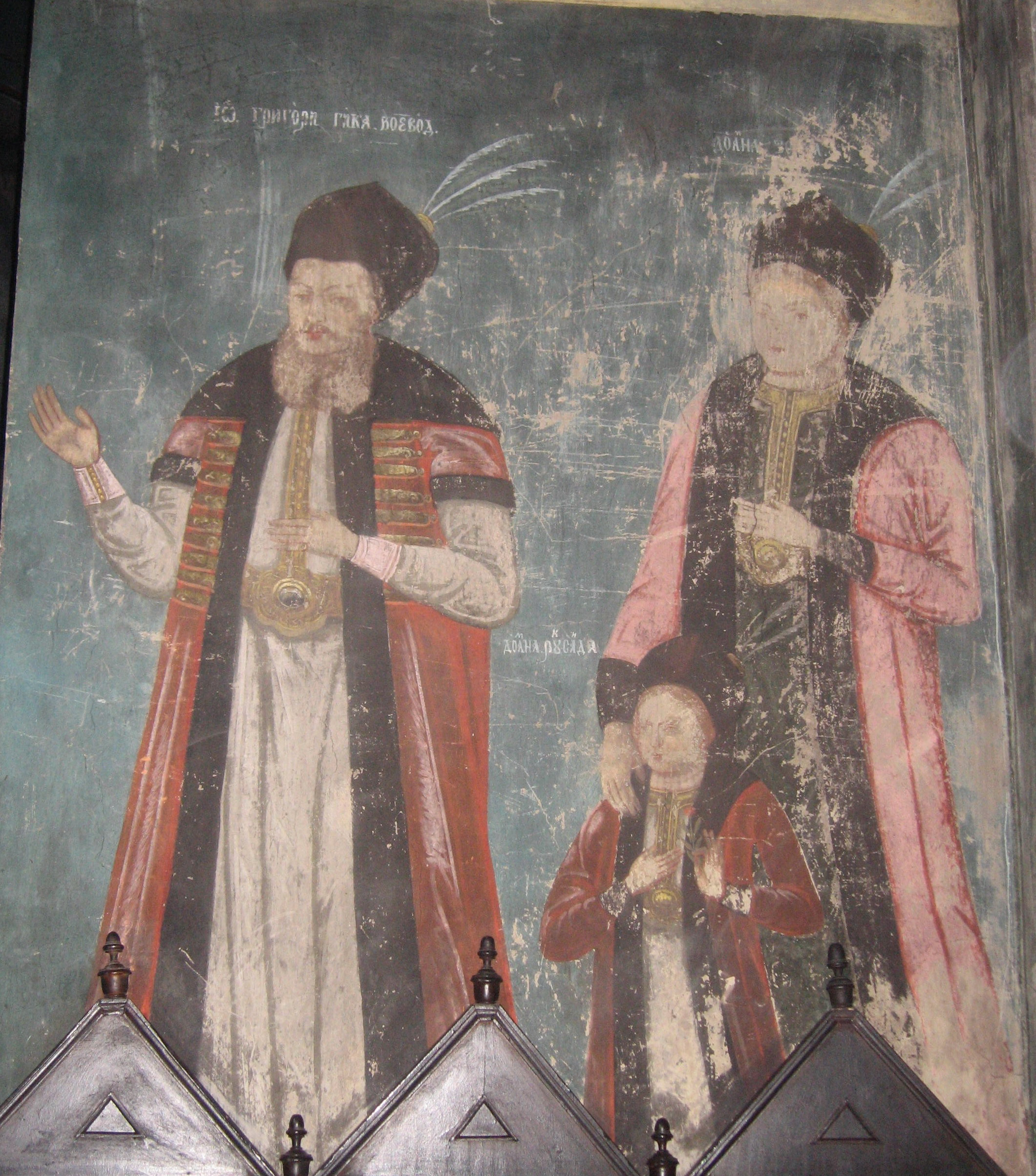
Tablou din biserică în care sunt reprezentați domnitorul Grigore Ghica al II-lea, soția sa și fiica lor, Ruxandra (înmormântată în pronaosul bisericii)
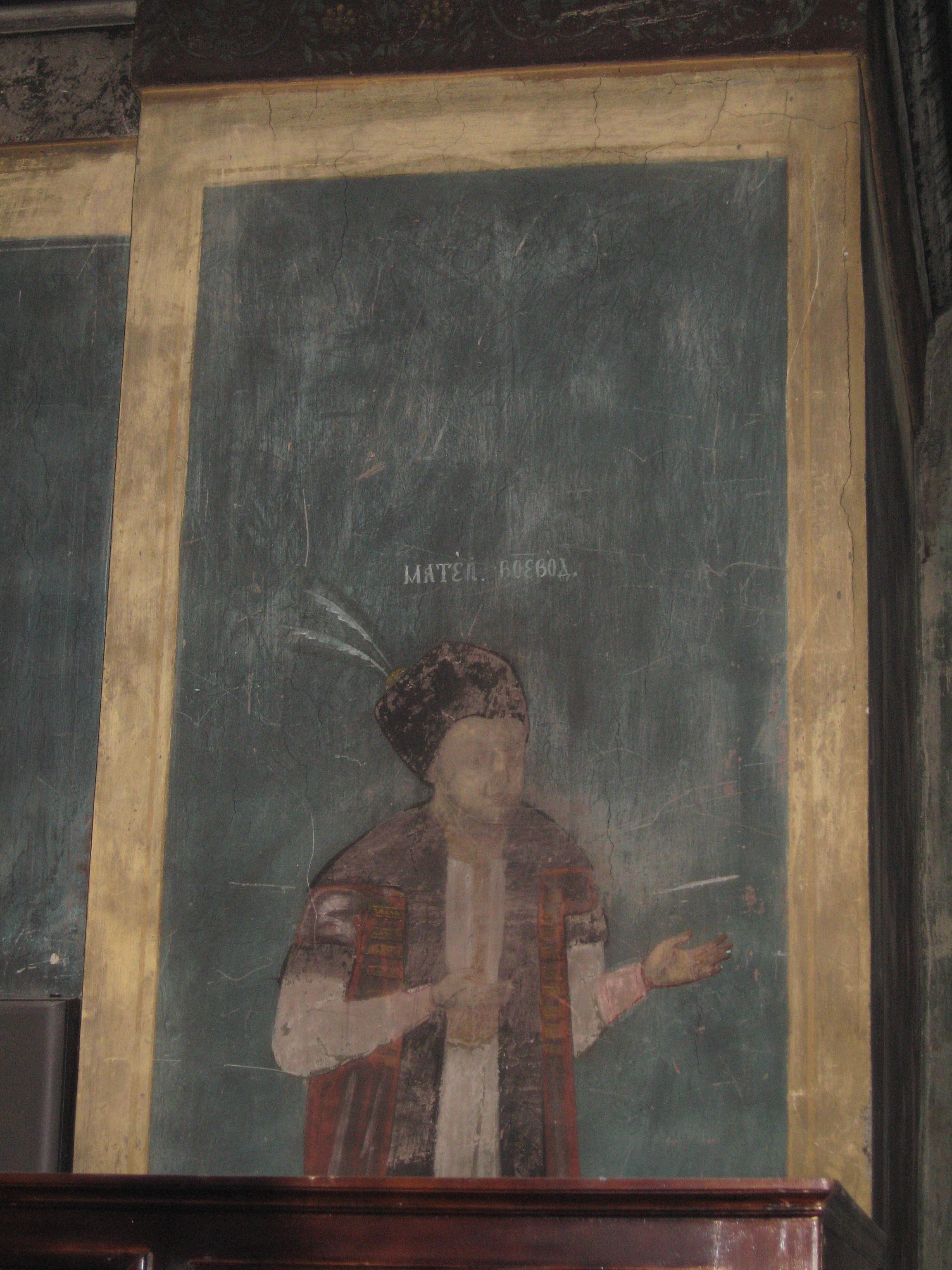
Tablou din biserică în care este reprezentat domnitorul Matei Ghica
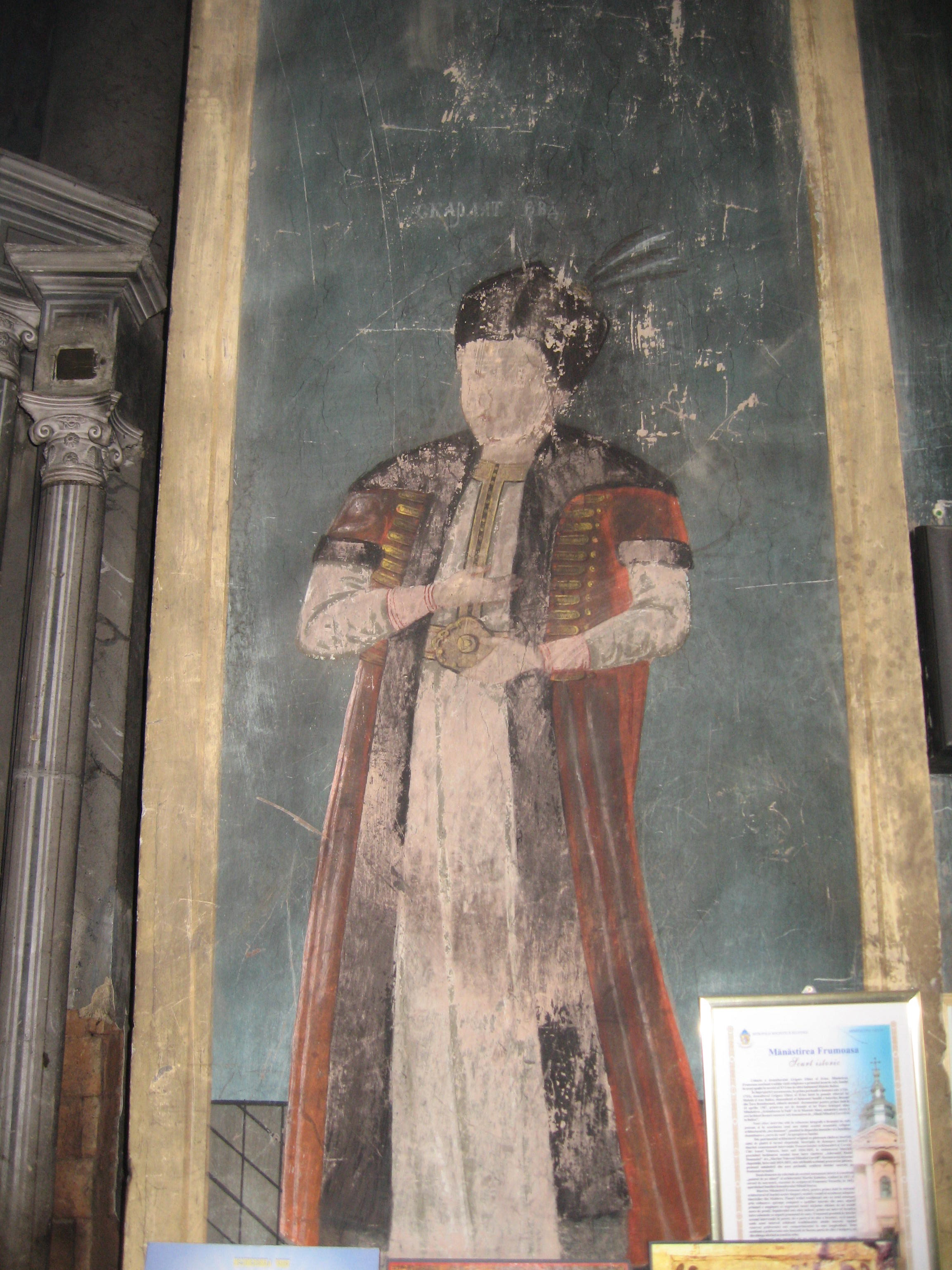
Tablou din biserică în care este reprezentat domnitorul Scarlat Ghica
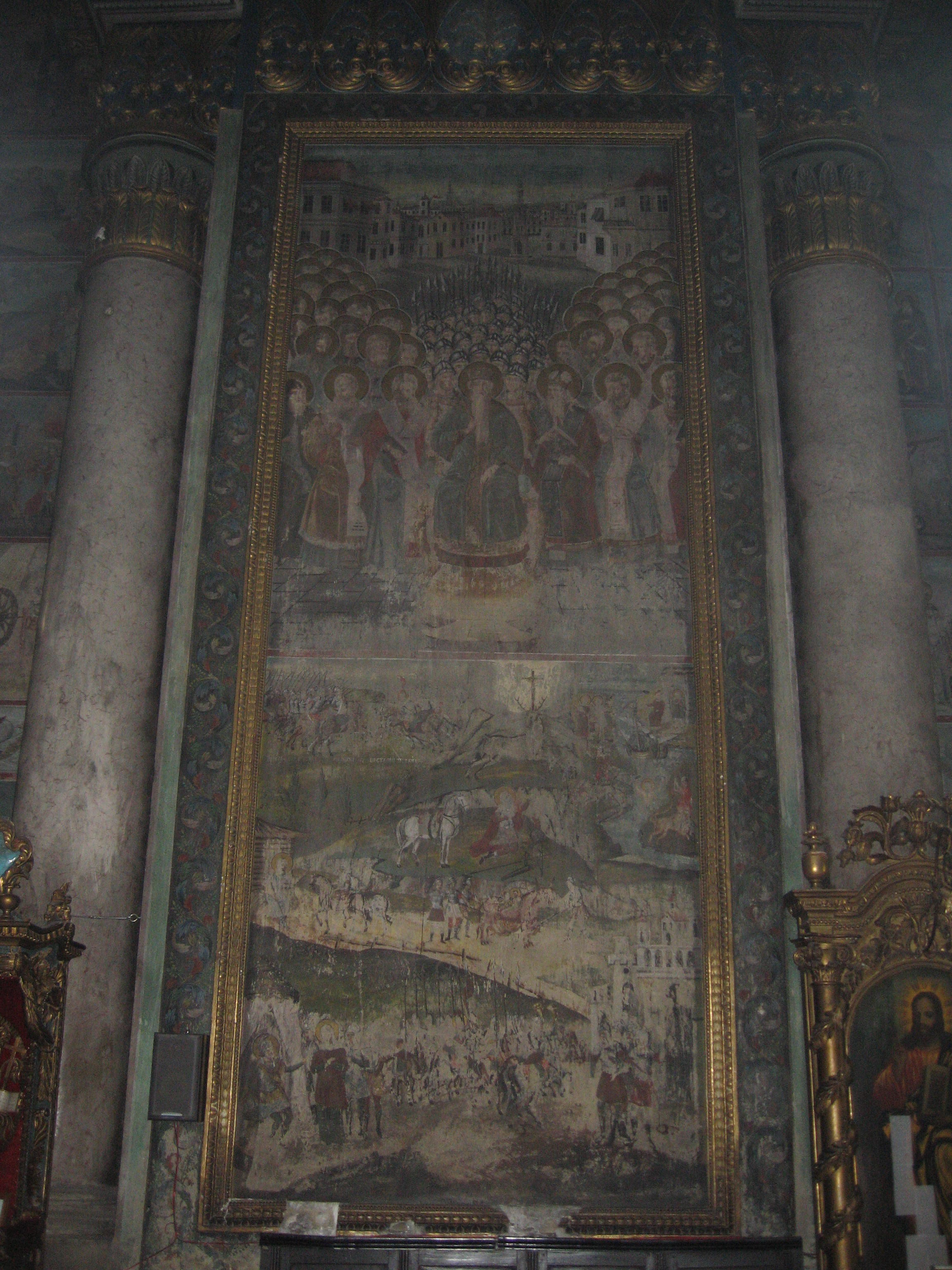
Tablou din biserică în care este reprezentat Sinodul de la Iași (1642)
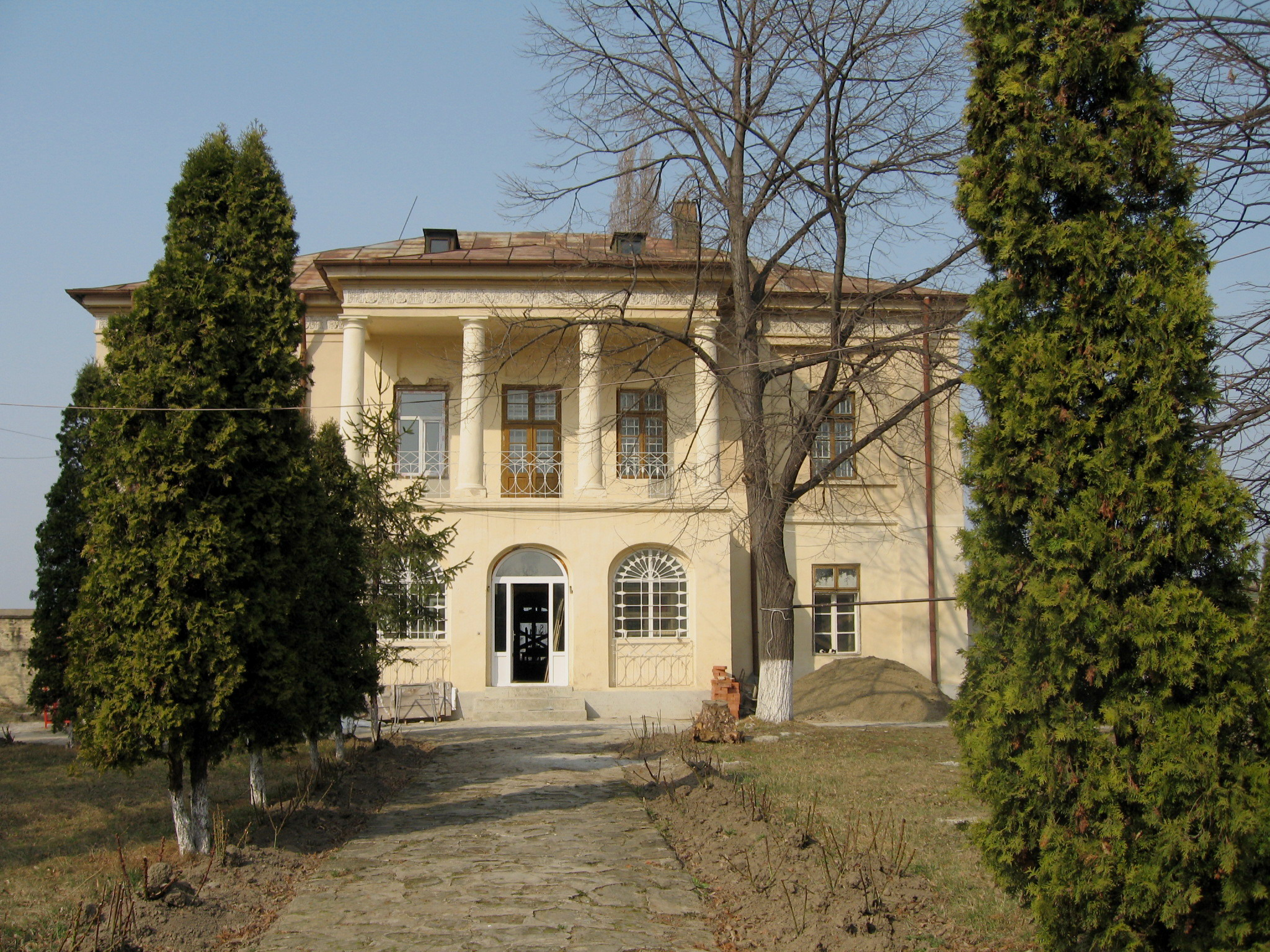
Palatul „de pe ziduri“ privit din interiorul Mănăstirii
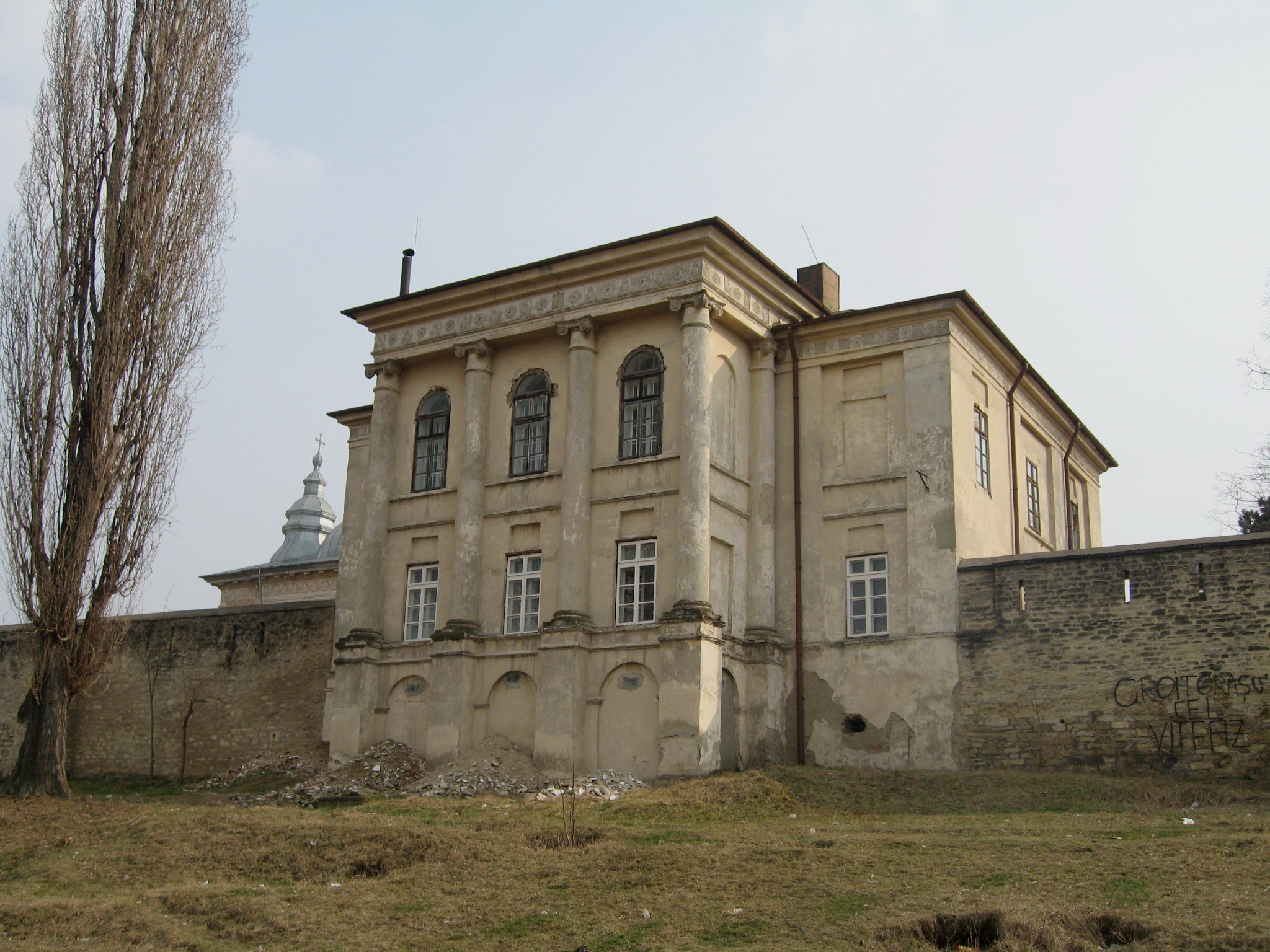
Palatul „de pe ziduri“ privit din exteriorul Mănăstirii
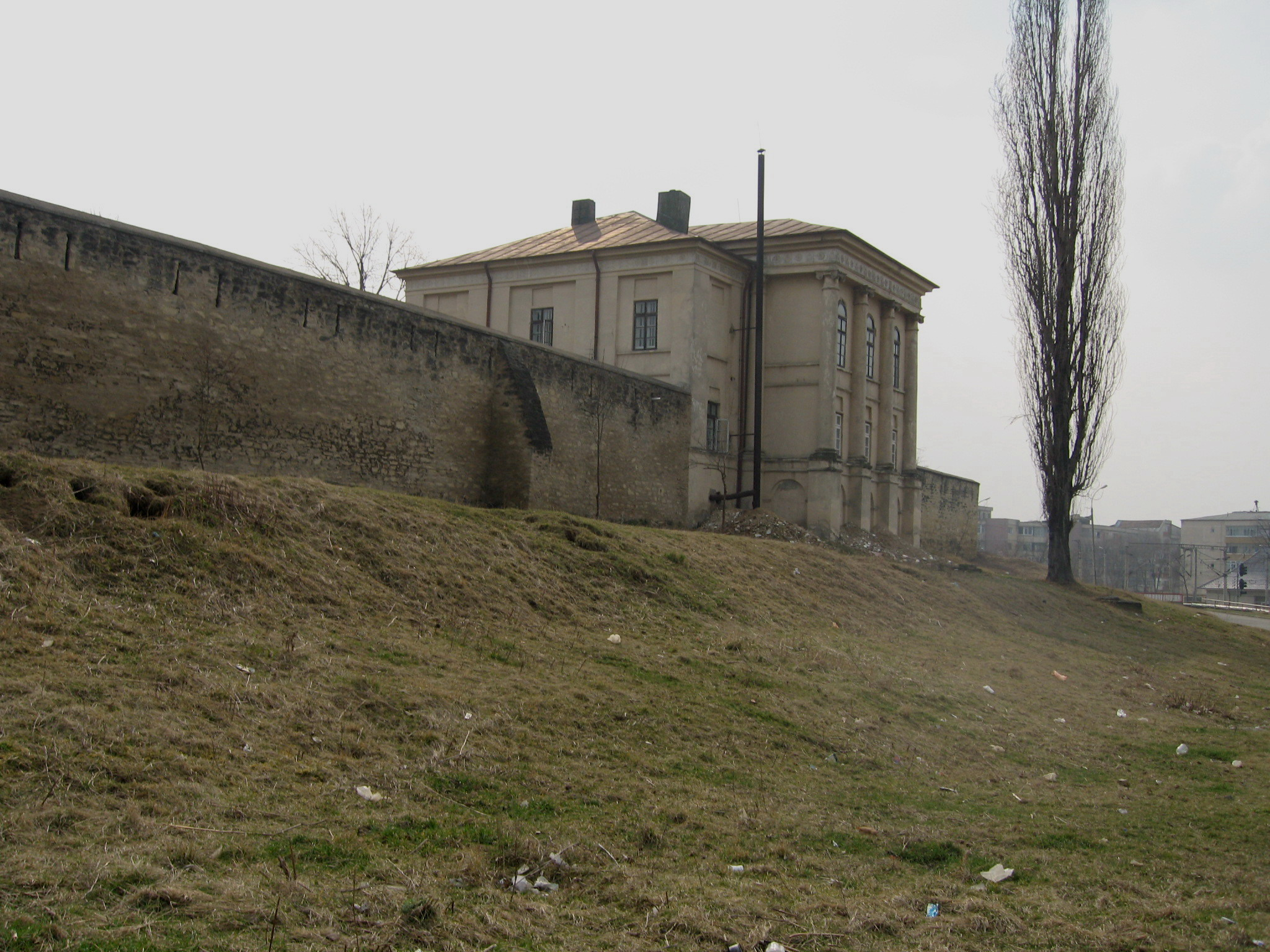
Palatul „de pe ziduri“ privit din exteriorul Mănăstirii
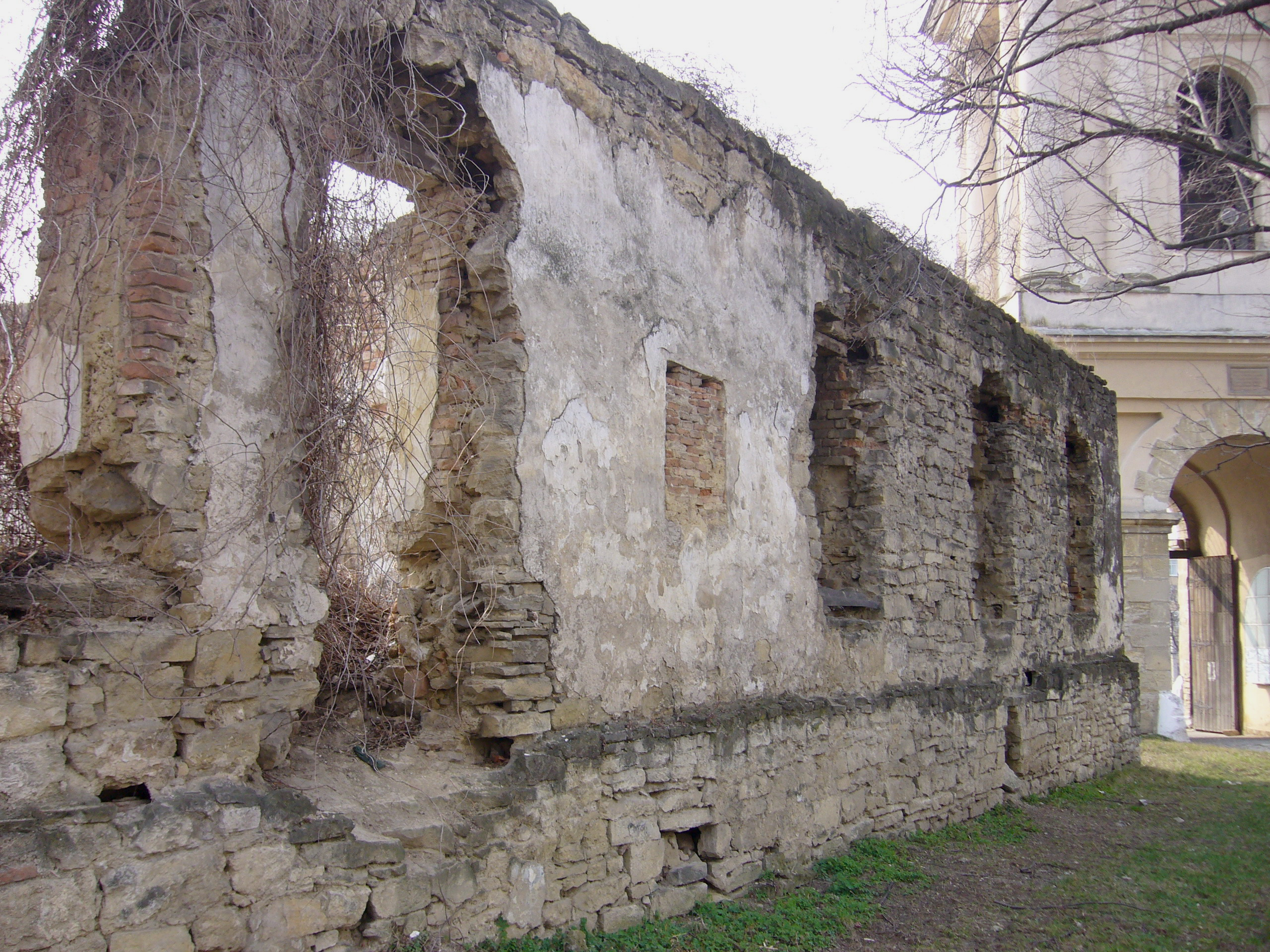
Ruinele palatului domnițelor
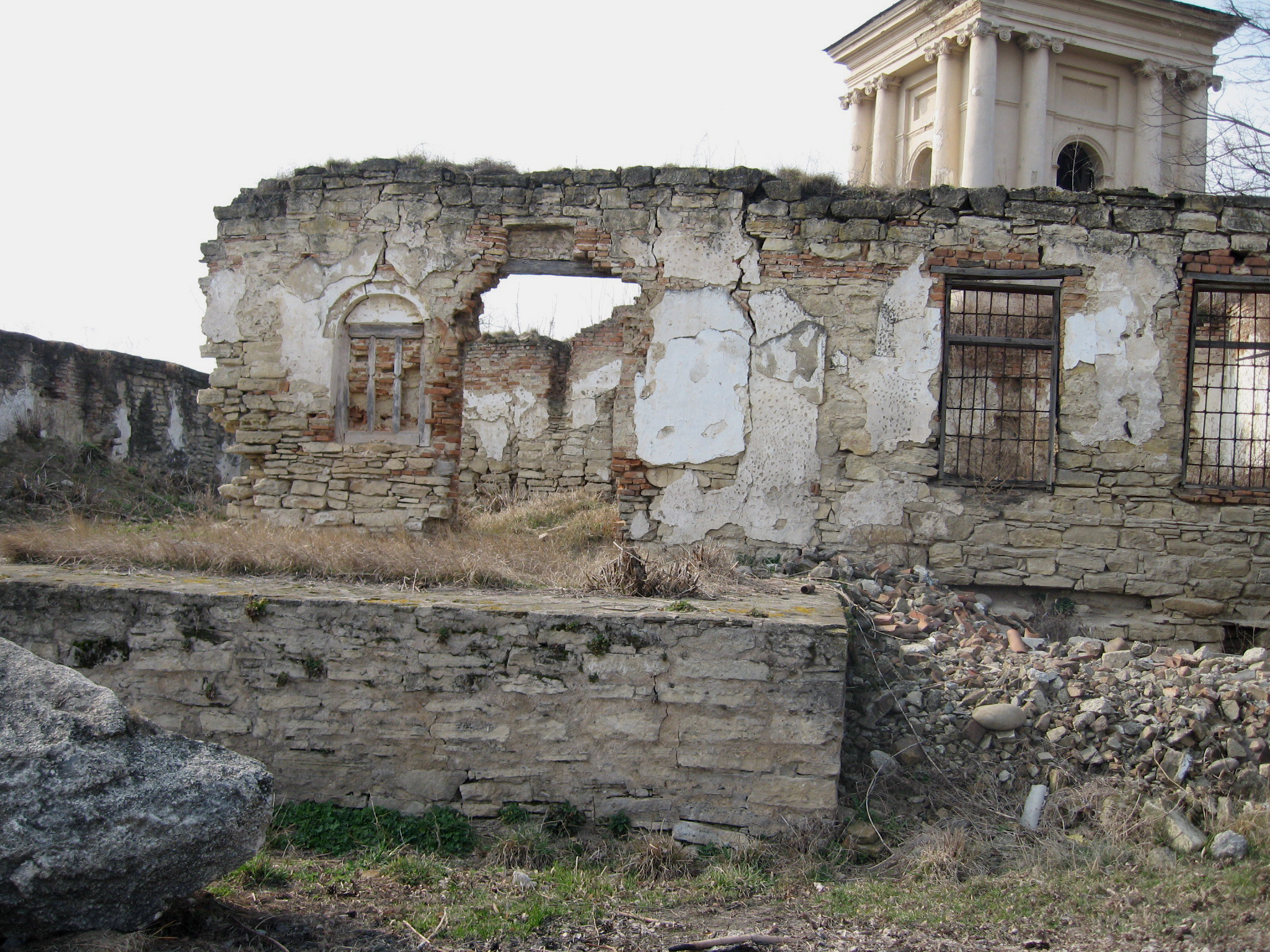
Ruinele palatului domnițelor și turnul clopotniță
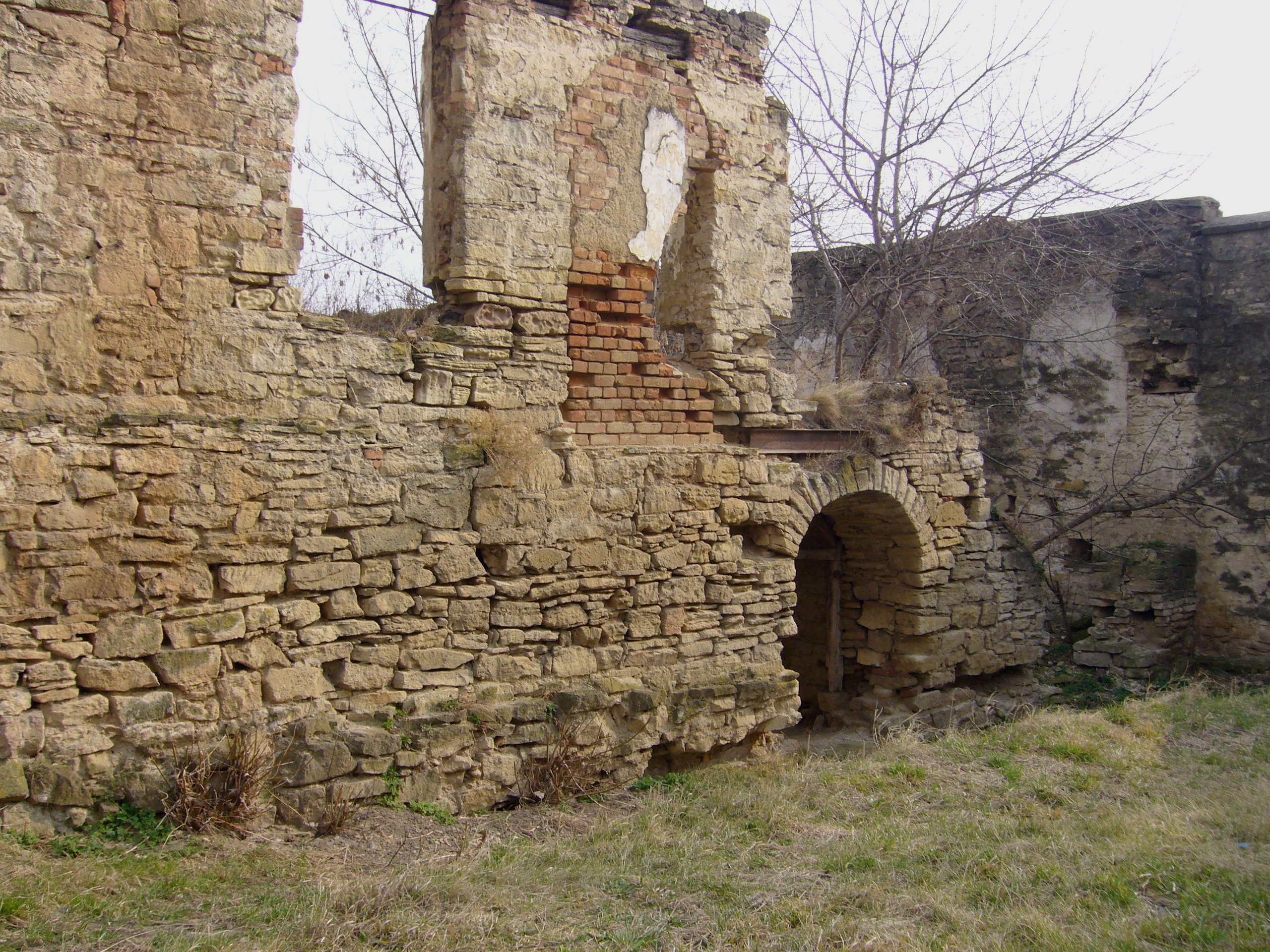
Ruinele palatului domnițelor
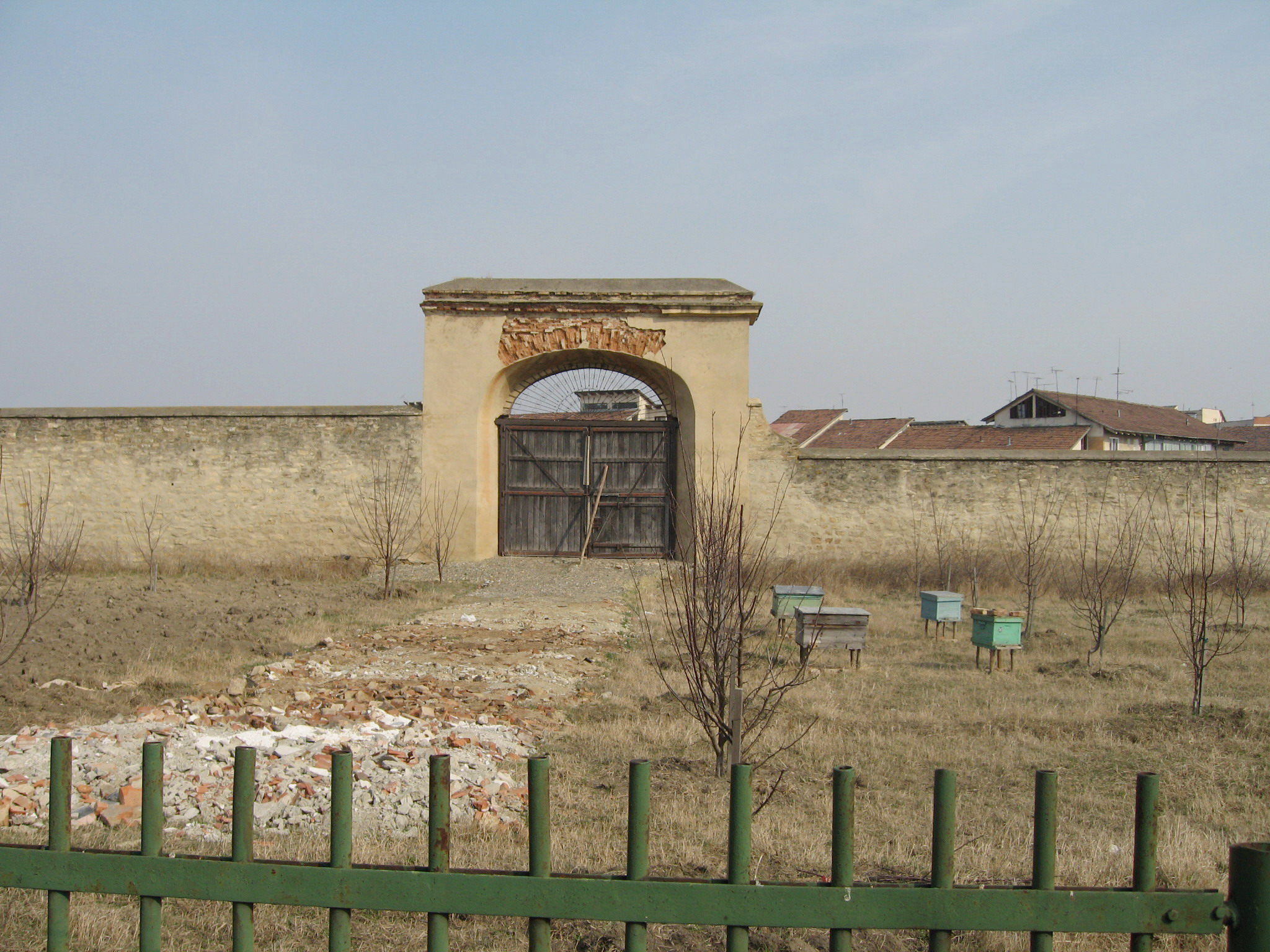
„Poarta Spânzuraților“, privită din interiorul Mănăstirii Frumoasa
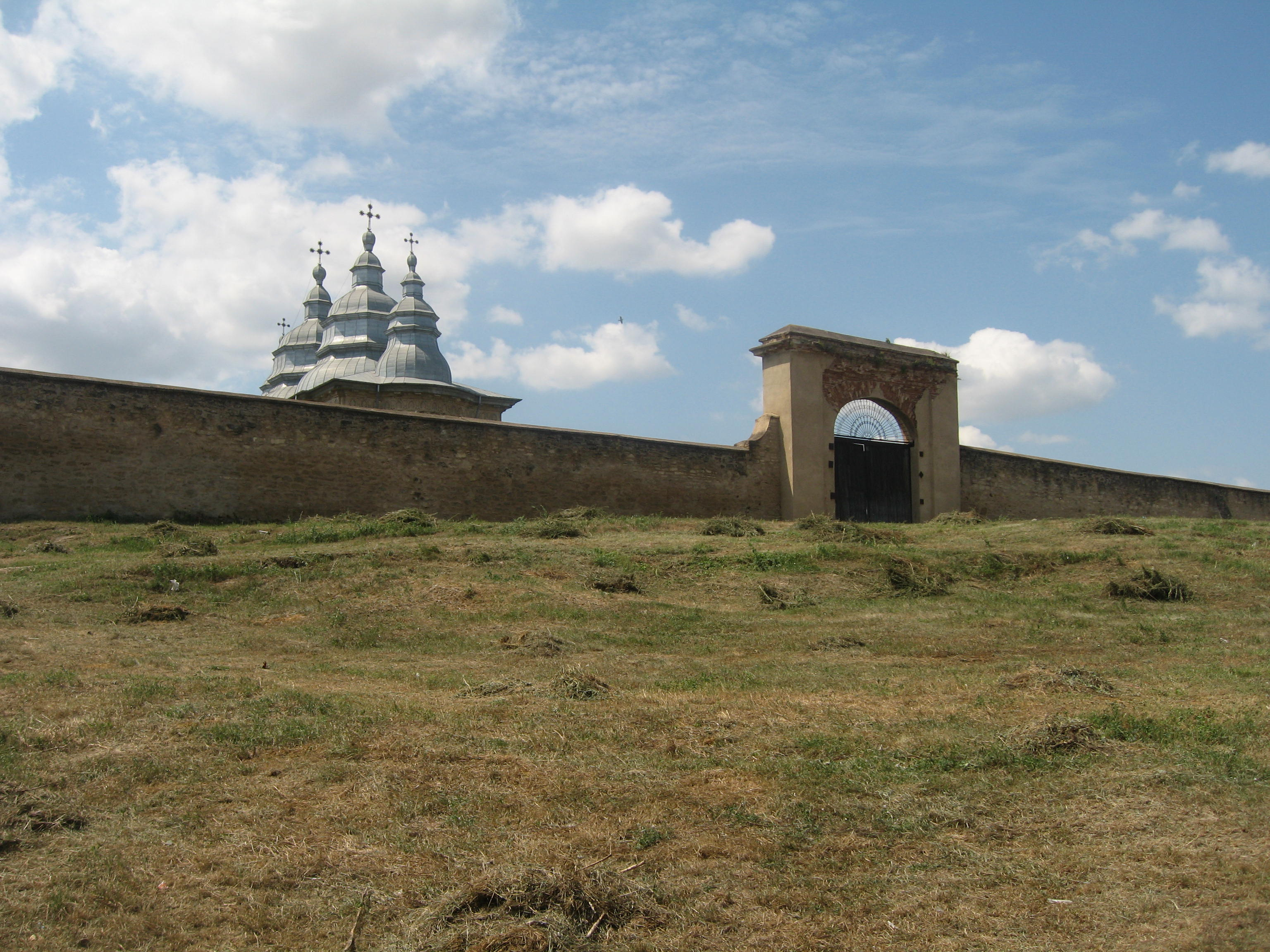
„Poarta Spânzuraților“, privită din exteriorul Mănăstirii
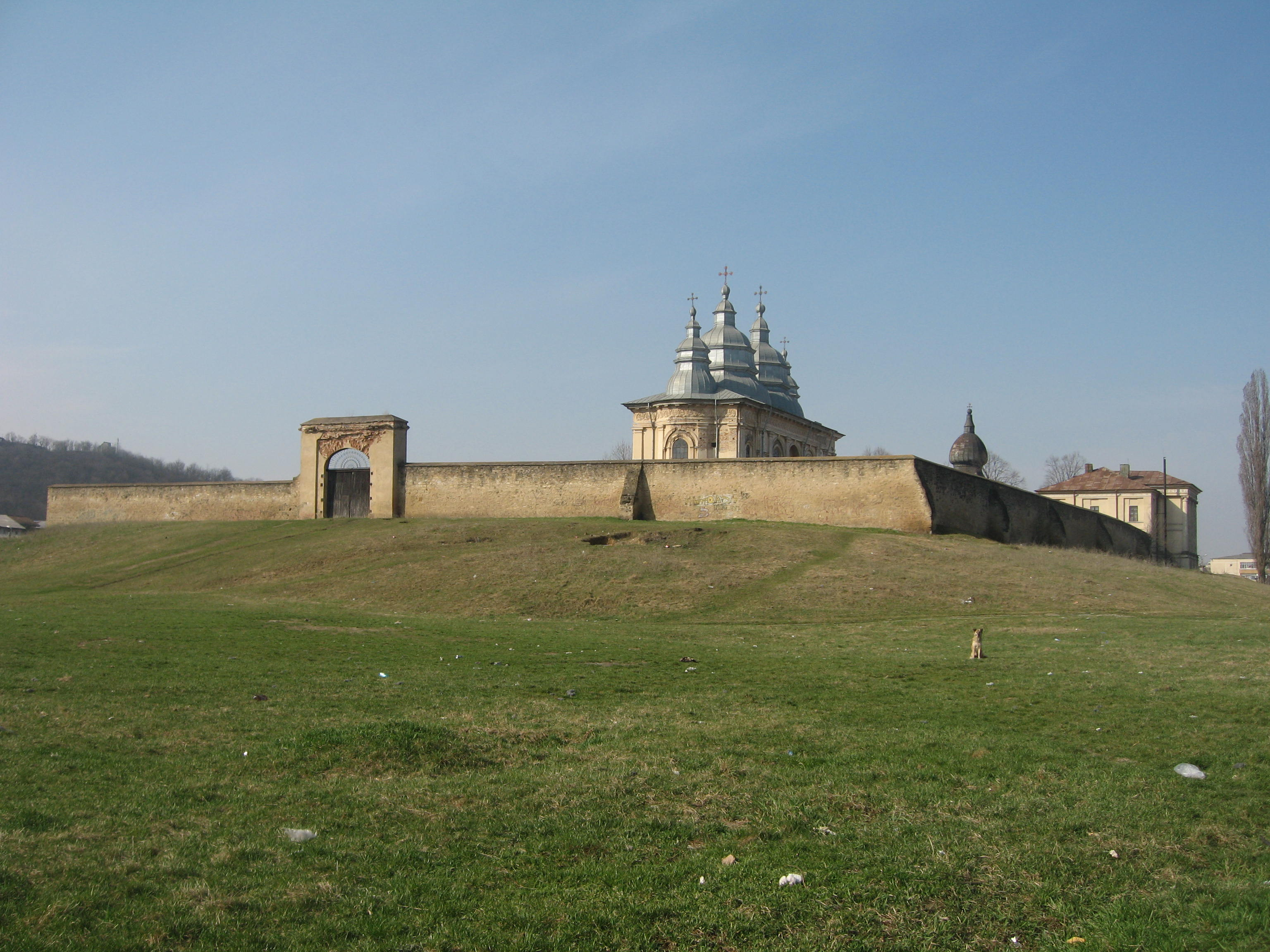
Zidul de incintă al Mănăstirii Frumoasa
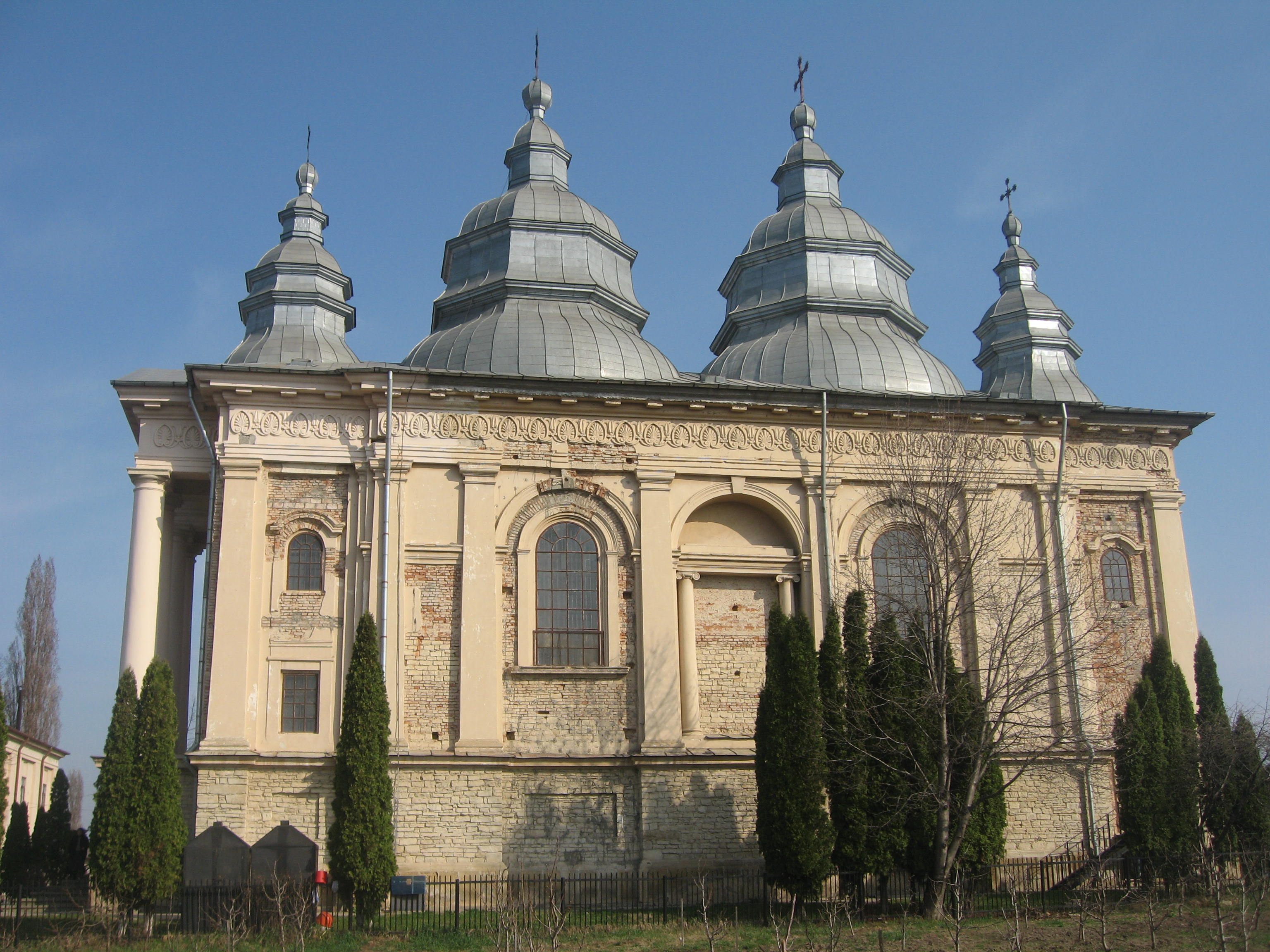
Biserica văzută de pe latura sudică
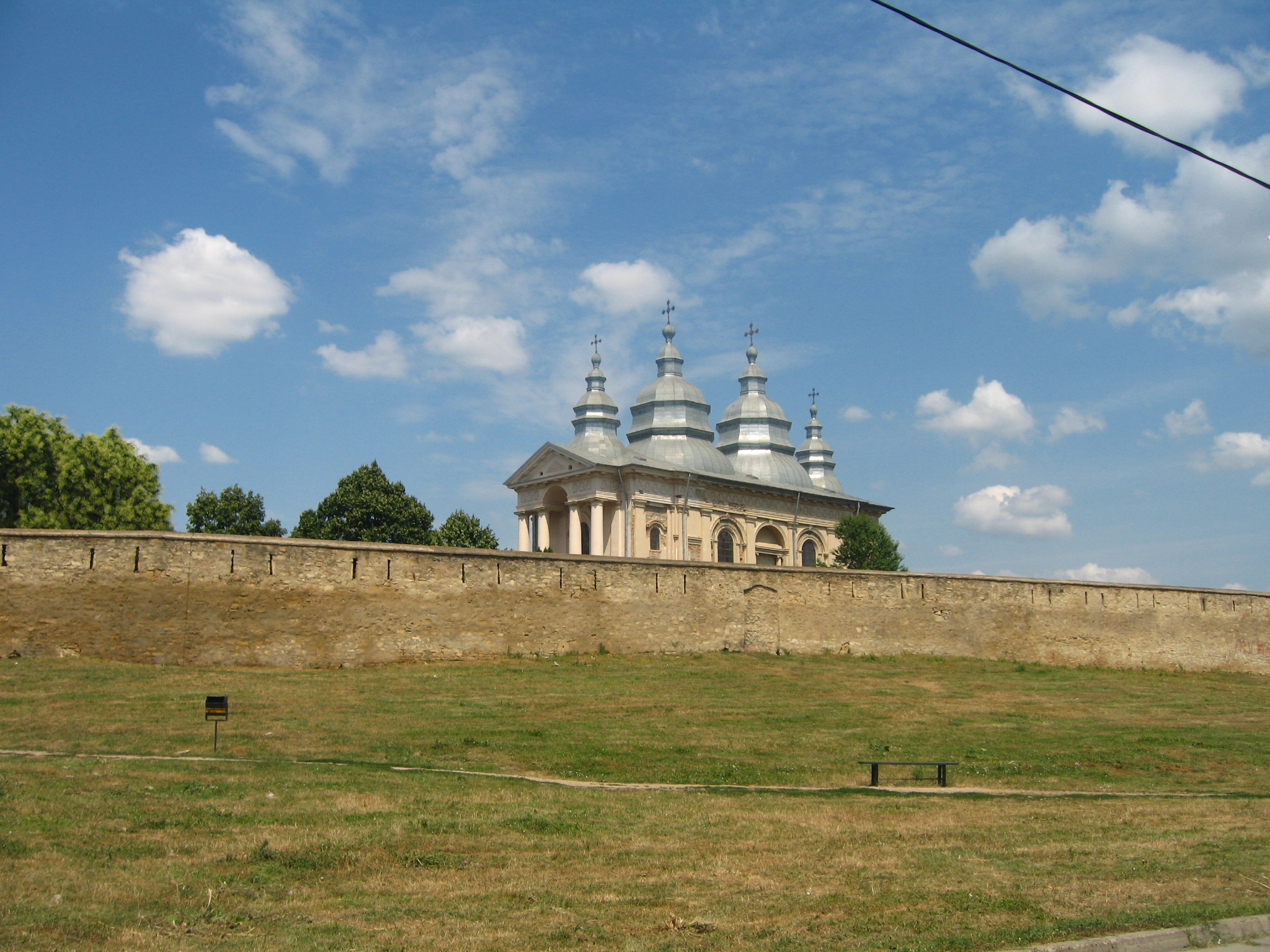
Zidul de incintă de la Mănăstirea Frumoasa
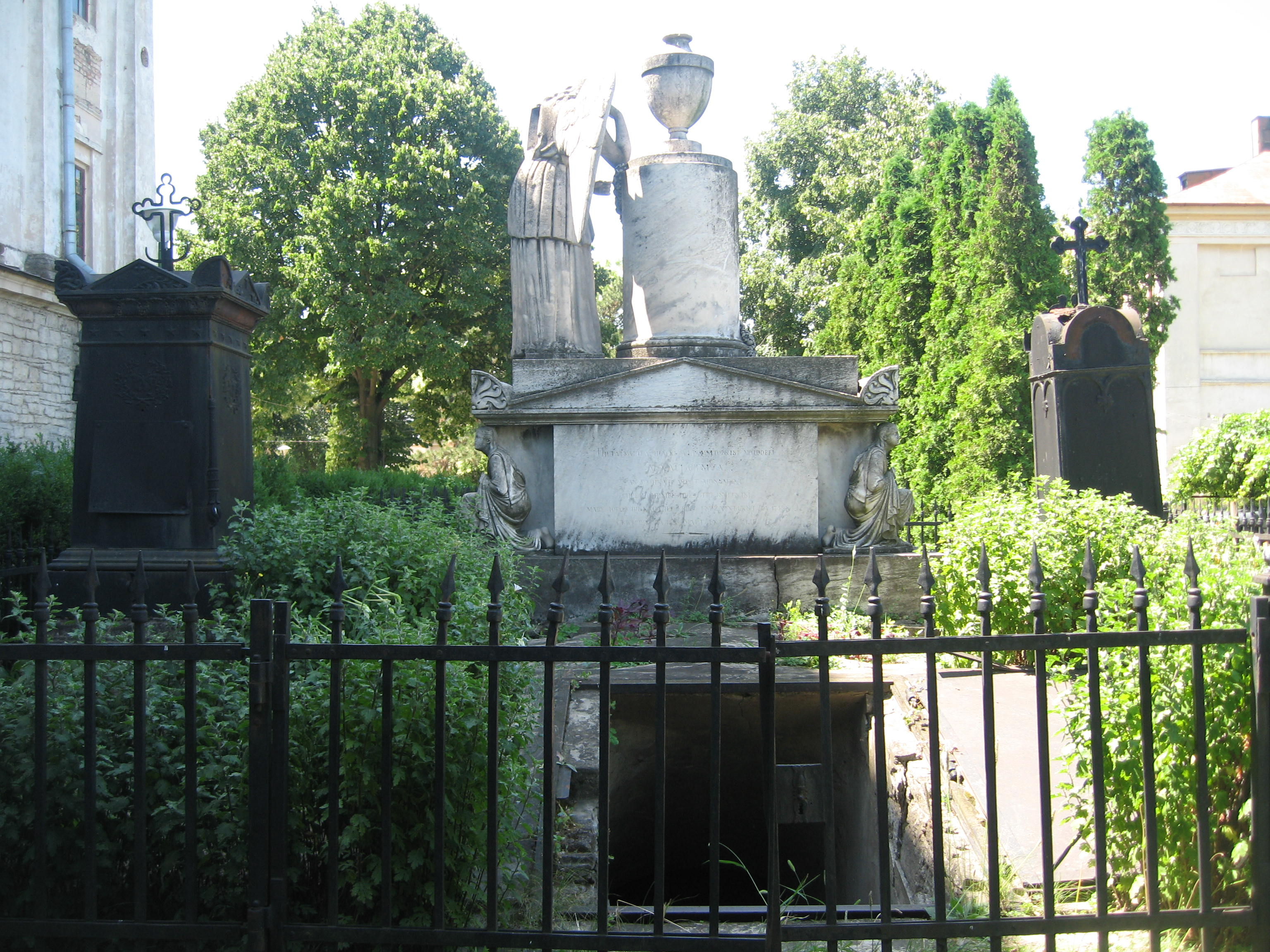
Monumentul funerar al familiei Sturdza
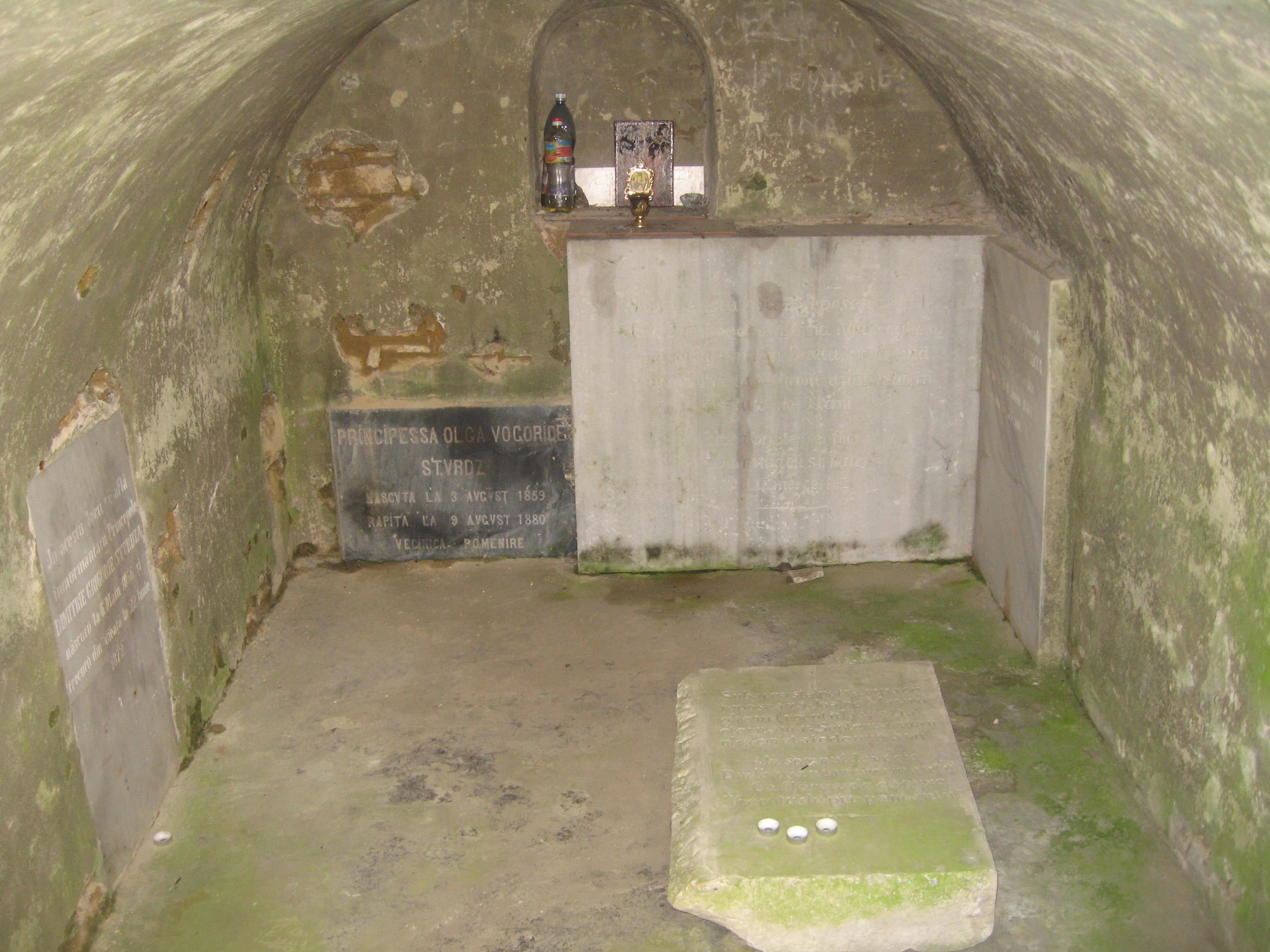
Interiorul cavoului
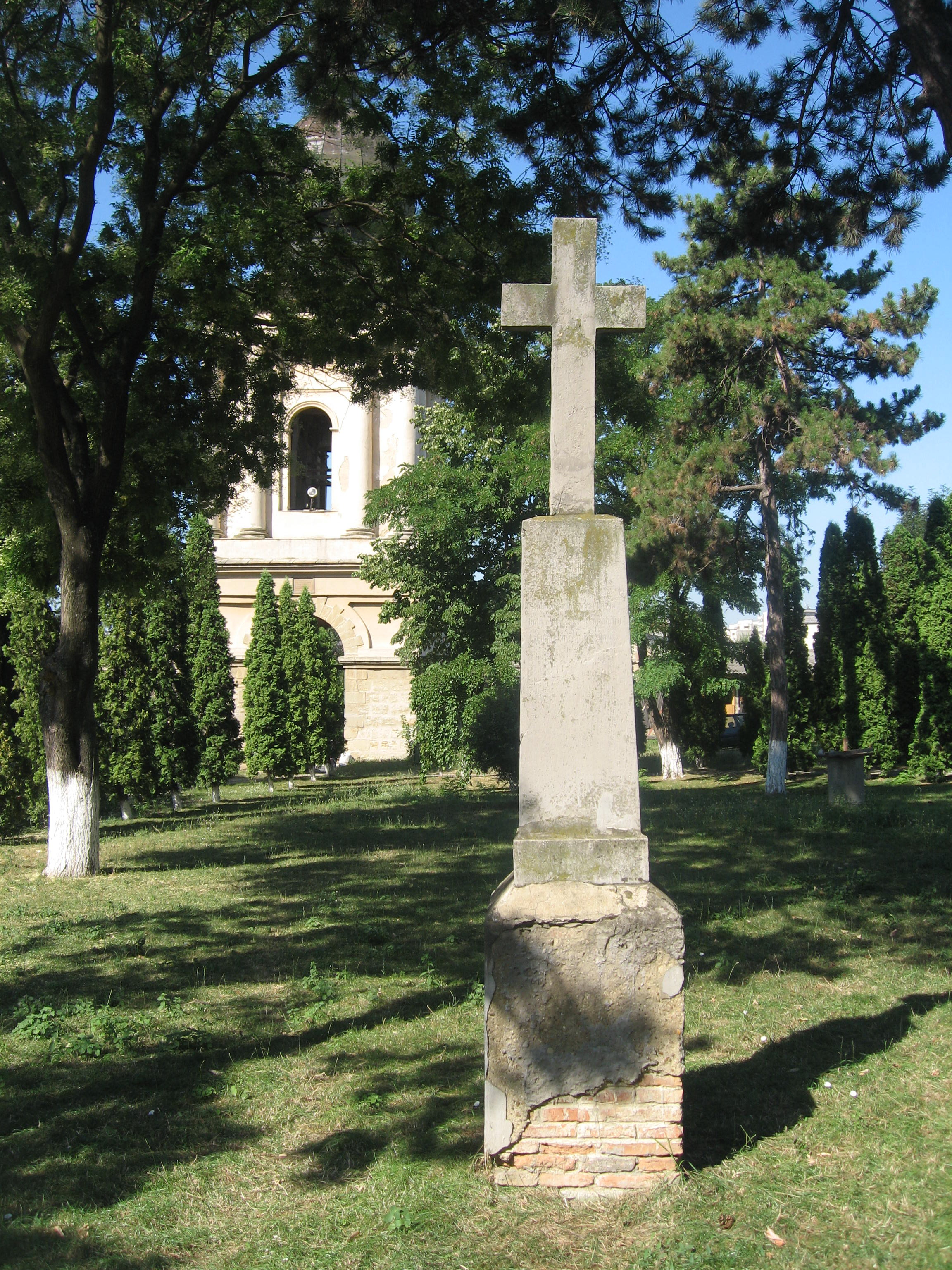
Crucea ridicată în memoria eroilor din primul război mondial